# Utah
O Utah ou Utá (em inglês [ˈjuːtʰɔː]; em navajo Áshįįh Biiʼtó Hahoodzo (/ɑ́ʃĩːh piːʔtxó hɑ̀hòːtsò/)) é um dos 50 estados dos Estados Unidos, localizado no oeste do país, na Região dos Estados das Montanhas Rochosas. É um dos mais importantes centros de transportes e de telecomunicações do Oeste americano. A capital e maior cidade de Utah é Salt Lake City, cuja região metropolitana concentra aproximadamente 65% da população do estado. É limitado pelo Colorado ao leste, Idaho ao norte, Wyoming ao nordeste, Arizona ao sul e Nevada ao oeste. Também chega a limitar-se em uma pequena faixa ao sudeste com o Novo México.
A economia de Utah é diversificada. Salt Lake City é um importante centro financeiro e comercial do Oeste americano. A indústria de manufatura e de alta tecnologia também são das principais fontes de renda do estado, bem como a agropecuária. Utah também tem um sistema de educação e de saúde nacionalmente renomados. A principal fonte de renda de Utah, porém, é o turismo. Suas diversas belezas naturais atraem milhões de turistas anualmente para o estado. Estas atrações vão desde grandes cadeias de montanhas propícias à prática do esqui até rochas que devido à ação da erosão foram escavadas - formando "pontes" rochosas - até o Grande Lago Salgado - o maior lago a oeste do rio Mississippi, e que é mais salgado do que água do mar. Muito do estado é de aspecto rochoso e tem um clima desértico.
O Estado e sua história são marcados pela forte presença dos mórmons. Os mórmons fazem parte de A Igreja de Jesus Cristo dos Santos dos Últimos Dias. Cerca de 70% da população de Utah são fiéis desta entidade religiosa, que tem sua sede em Salt Lake City. Os mórmons instalaram-se na região do atual estado de Utah primeiramente em 1847, tendo chamado a região de Deseret - que significa "mel de abelha", na linguagem do Livro de Mórmon. O Congresso americano criou o Território de Utah em 1850 - tendo nomeado o território numa homenagem à tribo nativa americana Ute que vivia na região. Em 4 de janeiro de 1896, Utah tornou-se o 45º Estado americano.

## História

### Até 1849
Duas tribos nativo americanas viviam na região que constitui o estado americano de Utah milhares de anos antes da chegada dos primeiros exploradores europeus. Estas tribos eram os Utes e os Navajos, subgrupos da etnia ameríndia uto-asteca e sedentários. Os navajos instalaram-se na região por volta do século XVIII. Em meados do século XVIII, outras tribos uto-astecas, tais como os gosiute, os paiute, os shoshone e os ute, também instalaram-se na região.
Os primeiros exploradores de ascendência europeia a explorarem a região foram os membros de uma expedição espanhola liderada por Juan María de Rivera, cuja expedição, realizada em 1765, percorreu partes do sul do atual Estado de Utah. Em 1776, no início da Revolução Americana de 1776, os espanhóis realizaram mais explorações na região. Porém, os espanhóis não se interessaram em colonizar a região, devido à sua natureza desértica.
Os primeiros norte-americanos a explorarem o Utah foram os membros de uma expedição comercial americana, que cruzou o norte do atual Utah em 1811, tendo partido do Leste americano em direção ao Oeste. Em 1821, com a independência do México da Espanha, a região do Utah passou a fazer parte do México.
No final de 1824, o americano James Bridger tornou-se a primeira pessoa branca a ter avistado o Grande Lago Salgado. Devido à sua água muito salgada, Bridger pensara que havia encontrado o Oceano Pacífico. Logo, porém, descobriu-se que este corpo de água não passava de um gigantesco lago salgado. Após a descoberta do lago, centenas de comerciantes e caçadores fundaram postos comerciais na região. E por volta da década de 1830, milhares de pessoas, viajando do Leste em direção ao Oeste americano, passaram a realizar escala na região do Grande Lago Salgado.

### Pioneiros mórmons

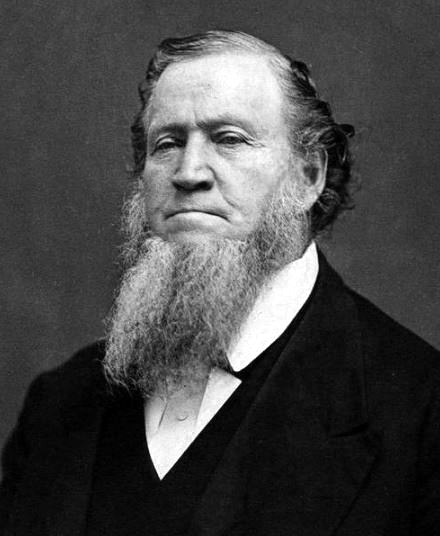
Brigham Young liderou os pioneiros mórmons até a região de Salt Lake City.

Na sequência do assassinato de Joseph Smith Jr., em Carthage, Illinois, em 1844, mais de 11 000 pessoas Santos dos Últimos Dias restantes em Nauvoo, lutaram em um conflito com os vizinhos, até que Brigham Young, presidente do Conselho dos Doze Apóstolos de A Igreja de Jesus Cristo dos Santos dos Últimos Dias, foi ordenado como o líder da Igreja.
Brigham Young e o primeiro grupo de pioneiros mórmons chegaram ao Vale de Salt Lake em 24 de julho de 1847. Durante os próximos 22 anos, mais de 70 000 pioneiros mórmons atravessaram as planícies e se estabeleceram em Utah.
Para os primeiros anos, Brigham Young e os milhares de colonizadores de Salt Lake City lutaram para sobreviver. A terra estéril e o deserto eram considerados pelos mórmons como um lugar desejável onde pudessem praticar sua religião sem interferências.
Os primeiros americanos a instalarem-se definitivamente na região do Utah foram os mórmons. Os mórmons são membros de um grupo religioso cujo nome é Igreja de Jesus Cristo dos Santos dos Últimos Dias. Esta Igreja havia sido instituída em 1830, em Fayette, Nova Iorque, por Joseph Smith. Após a morte deste, em 1844, Brigham Young tornou-se líder dos mórmons. Devido à grande perseguição religiosa que sofriam, os mórmons passaram a locomover-se de uma região para outra em busca de liberdade e tolerância religiosa, tendo passado por Ohio, Illinois e Missouri. Porém, onde quer que parassem a perseguição religiosa existia. Em 1846, Young decidiu realizar uma expedição ao Centro-Oeste americano, e procurar uma região isolada desabitada, ou quase, onde o grupo pudesse desfrutar de tolerância religiosa. Em 1847, Young e sua expedição chegaram ao Grande Lago Salgado, onde ali instalaram-se. Um ano mais tarde, em 1848, os Estados Unidos anexaram o Utah, após sua vitória sobre o México durante a Guerra Mexicano-Americana.
Young rapidamente planejou comunidades para todos os seus seguidores. As notícias do assentamento bem-sucedido da região fizeram com que milhares de pessoas - especialmente mórmons - instalassem-se na região do Grande Lago Salgado e seus estuários, especialmente ao norte do atual Estado, onde muitos foram instalados em vales e passaram a irrigá-los, propiciando a prática da agricultura. Porém, os primeiros anos de assentamento foram difíceis - especialmente por causa de uma grande praga de gafanhotos. Porém, as gaivotas do Grande Lago Salgado exterminaram os gafanhotos. Desde então, a gaivota é o símbolo aviário do Utah, e um monumento foi construído em Salt Lake City em sua homenagem.

### 1849 - 1896

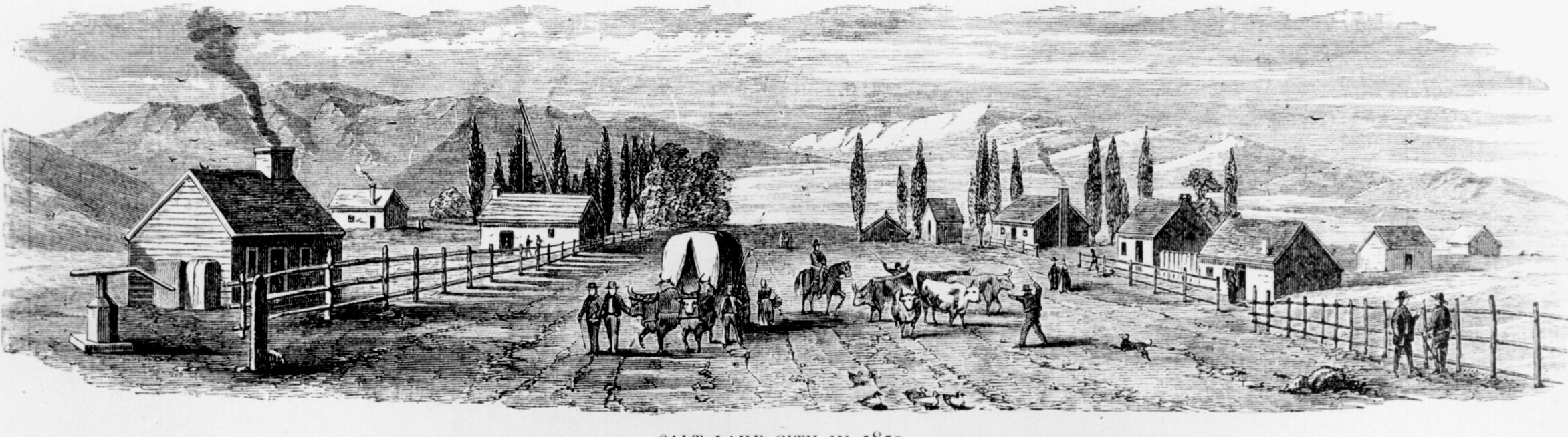
Salt Lake City em 1850.

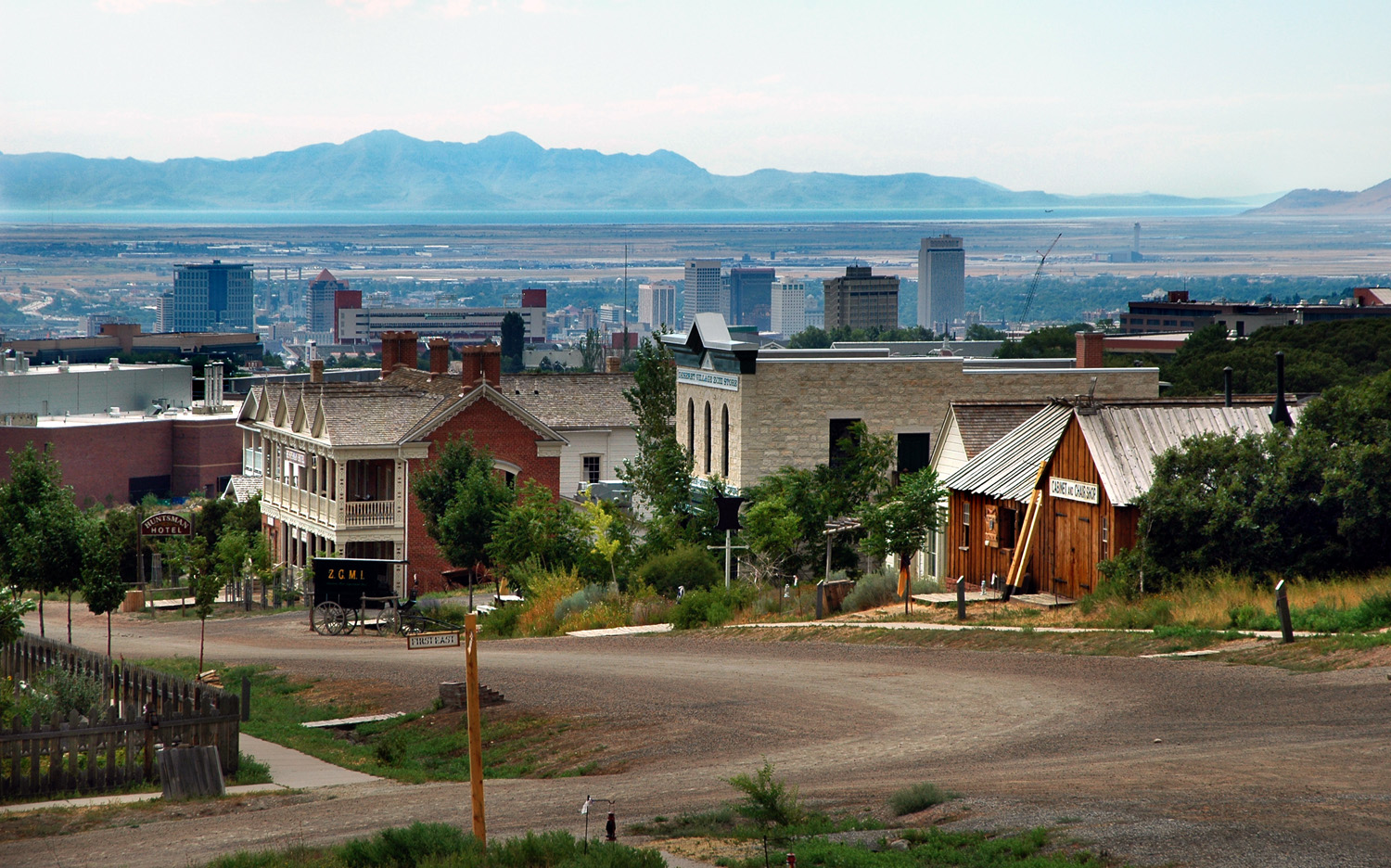
Vila Deseret onde se recria a vida pioneira de Utah para turistas.

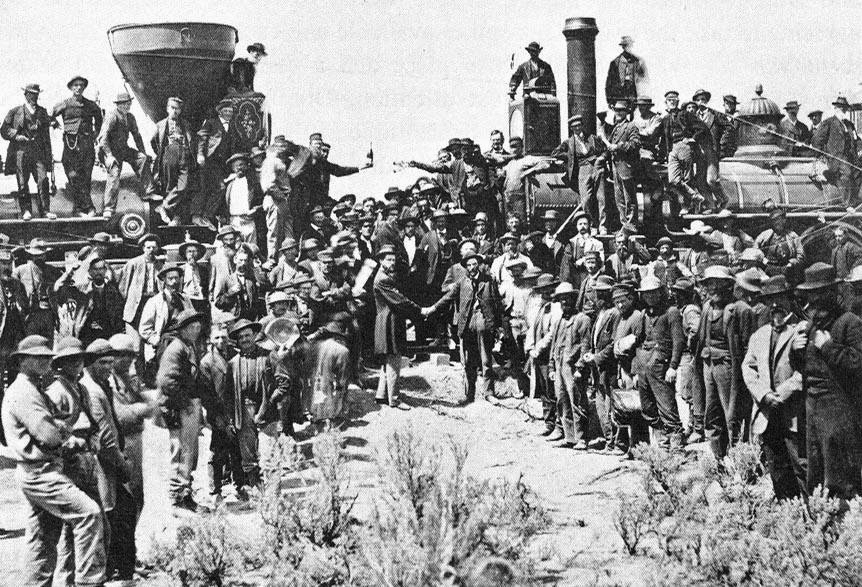
A Cavilha de Ouro onde se completou a Primeira Ferrovia Transcontinental dos Estados Unidos em 10 de maio de 1869 em Promontory, Utah.

Em 1849, os mórmons criaram um Estado, que foi nomeada de Deseret. Ainda no mesmo ano, os mórmons também criaram um fundo econômico, o Fundo de Emigração Perpétua. Este fundo providenciava o pagamento do transporte de famílias mórmons em outros países ao Utah. Cerca de 80 mil mórmons - vindos primariamente da Dinamarca, Inglaterra, Escócia, País de Gales e da Noruega - instalaram-se no Utah, nos 40 anos no qual o fundo operou.
Ao longo de 1849 e de 1850, os mórmons pressionaram o governo americano a fazer com que Deseret fosse elevado à categoria de Estado. Porém, o Congresso americano rejeitou os pedidos. Porém, a questão da escravidão no país fez com que o Território de Utah fosse criado em 1850 pelo governo americano, recebendo o nome da tribo ute que vivia na região. Este território já tinha então os atuais limites ocidentais e orientais. Young tornou-se o primeiro governador do território.
Até a década de 1850, as relações entre os nativos americanos do Utah e os mórmons foram boas. Porém, em 1853, um chefe indígena ute, Walker, iniciou a atacar comunidades mórmons, iniciando a Guerra de Walker, que perdurou por um ano, até que Young conseguiu convencer Walker a parar com os ataques.
Muito do Congresso americano, bem como o próprio presidente à época, James Buchanan, queriam remover os mórmons do governo do Utah. Buchanan, em 1857, decidiu nomear um novo governador para o território, indicando Alfred Cumming da Geórgia como novo governador. Tropas foram enviadas para garantir o cumprimento da substituição, iniciando a Guerra Mórmon. Em setembro de 1857, um grupo de mórmons no sudoeste de Utah (cerca de St. George), juntamente com um grupo de aliados nativo americanos, atacaram um grupo de 140 pessoas, do Arkansas e do Missouri, que estavam indo para a Califórnia. Este grupo de mórmons no sudoeste de Utah matou todos os viajantes, com exceção de crianças menores de 8 anos. Este incidente tornou-se conhecido nacionalmente como o Massacre de Mountain Meadows. Foi somente na primavera de 1858 que as tropas federais chegaram à região, e rapidamente a guerra teve fim. Embora Young não fora mais o governador do Utah, era assim considerado pelos habitantes do território. Grandes tensões existiram entre a população mórmon e as tropas americanas que ocuparam o Utah por três anos, e que saíram do território em 1861, com o advento da Guerra Civil Americana.
Ao longo da década de 1860, o governo americano cedeu partes do Utah para outros novos territórios recém-criados, como Colorado, Nevada e Wyoming. Em 1868, o Utah assumiu seus atuais limites territoriais. Em 1865, a Guerra Black Hawk teve início, novamente entre os mórmons e a tribo nativo americana ute, liderada pelo chefe indígena Black Hawk. A guerra perdurou por dois anos, até 1867, período na qual outras tribos nativo americanas juntaram-se à causa dos utes: o de reconquistar as terras capturadas pelos mórmons. Em 1867, o chefe indígena Black Hawk, vendo que não tinha nenhuma chance de vitória, concordou em render-se ao governo americano. A maioria dos nativos americanos do Utah então foram colocados em reservas indígenas. Ocasionais ataques nativos americanos perduraram até 1873.
Salt Lake City tornou-se um polo de comunicações em 1860, com o início do transporte de correios entre St Joseph e Sacramento, com escala em Salt Lake City. Em 24 de outubro de 1861, duas linhas de telégrafo, uma vindo de Washington, DC e a outra de San Francisco, foram conectadas em Salt Lake City, inaugurando a primeira linha de telégrafo transcontinental do país. Dois dias depois o transporte de correios parou de operar.
Em 1862, o Congresso americano aprovou uma lei válida em todo o país, que proibia a prática da poligamia. O governo americano enviou neste ano ao Utah tropas, sob o comando de Patrick E. Connor. Este, em Utah, incentivou seus soldados a buscarem por minérios na região. Conner, um antimórmon, esperava que a descoberta de metais preciosos na região pudesse atrair milhares de não-mórmons na região, assim reduzindo o poder dos mórmons no Utah. Em 1863, ouro e prata foram descobertos, embora a inexistência de uma ferrovia no território fizesse com que a extração destes metais se tornasse dispendiosa. Poucas empresas interessaram-se na mineração destas reservas, e poucas pessoas instalaram-se no Utah. Em 1863, duas companhias ferroviárias iniciaram a construção de duas ferrovias. A Central Pacific Railroad iniciou uma a construção de ferrovia partindo de Sacramento em direção a lete e a Union Pacific Railroad iniciou a construção de outra ferrovia, partindo de Omaha, Nebraska, em direção ao leste. Em 10 de maio de 1869, estas duas ferrovias juntaram-se em Promenade. Rapidamente, outras ferrovias foram construídas no Utah, a mineração de metais preciosos explodiu, e a população do Utah começou a crescer rapidamente.
Com o crescimento populacional do Utah, a população da região passou a pressionar o Congresso americano para que o Utah fosse elevado à categoria de Estado. Estes pedidos foram novamente rejeitados, por causa da grande população poligâmica do território. Durante a década de 1880, o governo americano iniciou o cumprimento das leis antipoligamia no Utah, fazendo com que centenas de mórmons fossem presos ou multados. Além disso, o governo americano aprovou em 1887 uma lei que autorizava o governo a remover propriedade da Igreja dos Últimos Santos para a construção de escolas. Todos estes fatores fizeram com que em 1890, o líder da Igreja, Wilford Woodruff, recomendasse aos membros que não praticassem mais a poligamia. Quatorze anos depois, segundo os mórmons, seu profeta Wilford Woodruff recebeu uma revelação vinda de Deus que o casamento plural deveria ser abolido.
Em 1895, o governo territorial do Utah criou uma nova constituição, sujeita à aprovação do Congresso americano. Esta nova constituição tornava ilegal a prática da poligamia. Além disso, também impedia o governo do Utah por parte de qualquer associação religiosa. Sob estes termos, o Congresso americano ratificou a nova constituição, e o Utah tornou-se o 45º Estado americano, em 4 de janeiro de 1896.

### A partir de 1896

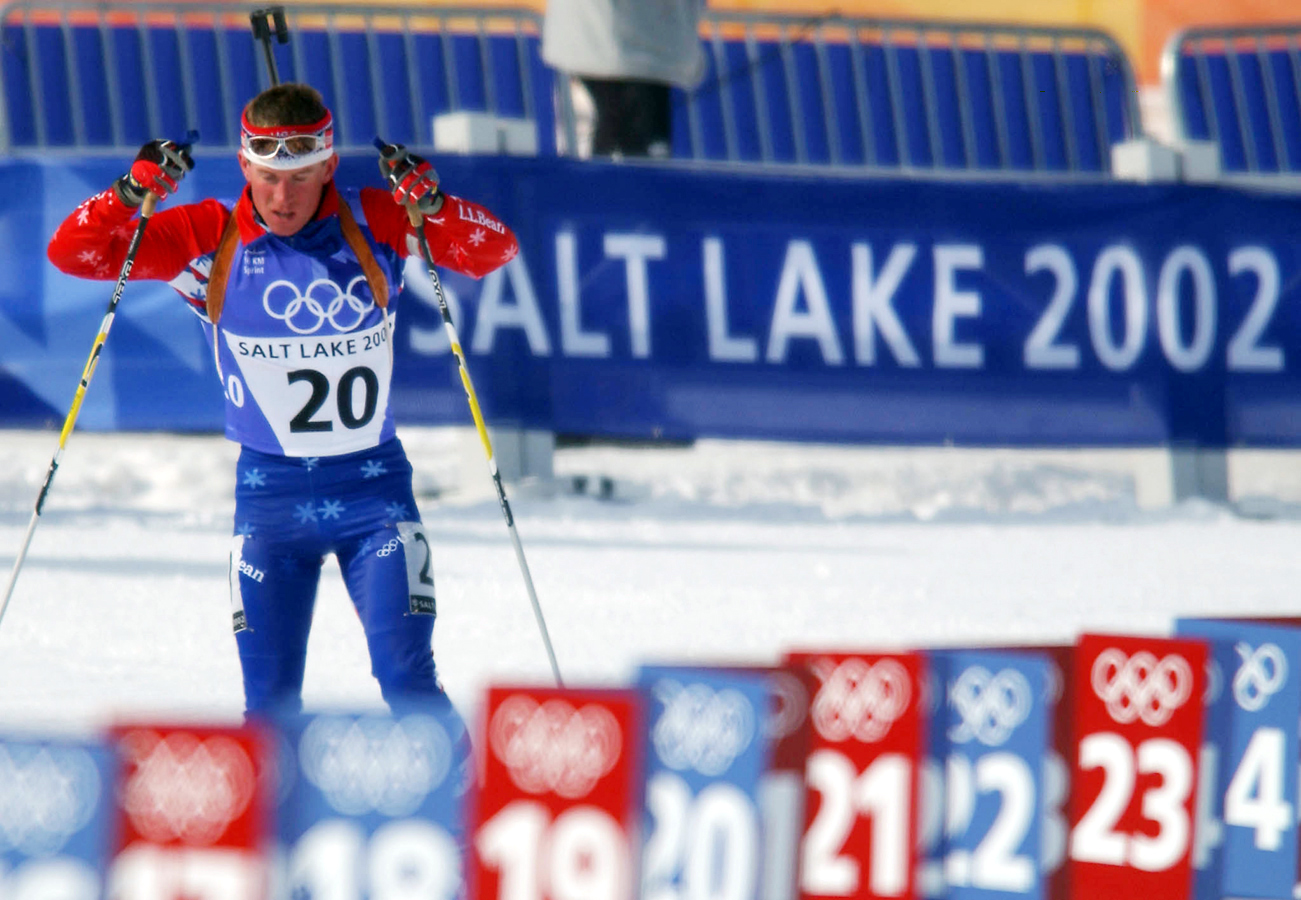
Prova de Biatlo nos XIX Jogos Olímpicos de Inverno de 2002 em Salt Lake City, Utah.

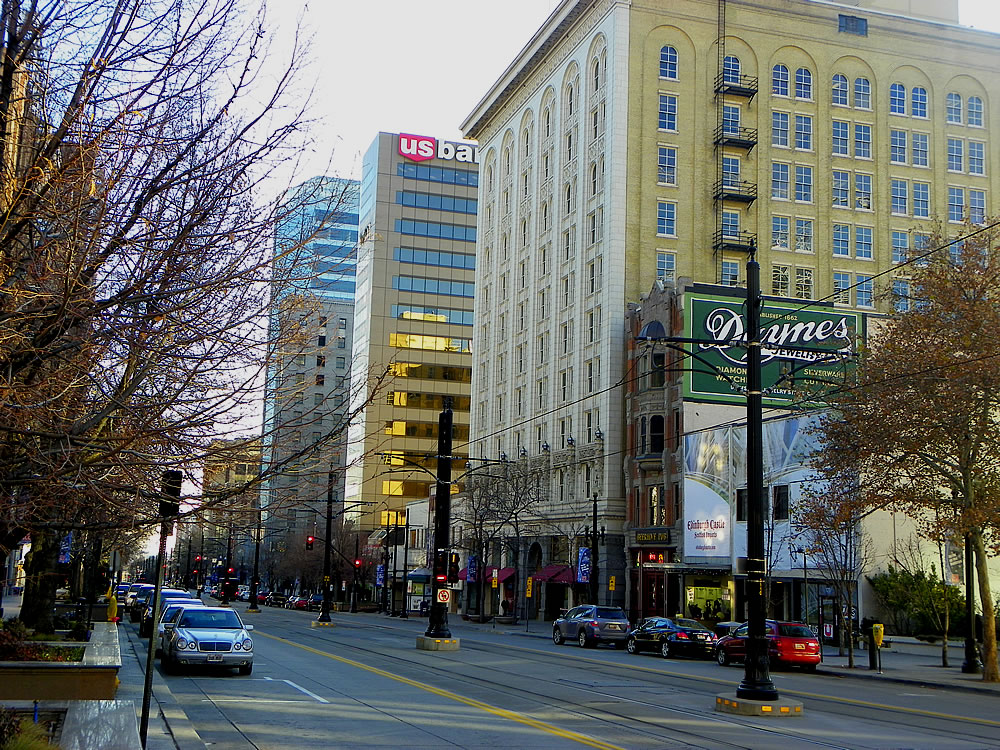
Uma rua principal de Salt Lake City, a capital de Utah.

O Utah prosperou economicamente durante as duas primeiras décadas do século XX. O Utah tornou-se um centro pecuário importante, com grandes rebanhos bovinos e ovinos. Novas ferrovias continuaram a serem construídas e expandidas ao longo do estado. A inauguração de um gigantesco projeto do governo americano no estado, em 1913, expandiu drasticamente a área arável do Utah. A mineração de cobre tornou-se também uma das principais fontes de renda do estado, e diversas siderúrgicas foram construídas na região.
O Utah foi um dos Estados americanos mais duramente atingidos pela Grande Depressão da década de 1930. A queda drástica dos preços dos produtos agropecuários, e o fechamento de diversas minas fizeram com que o Utah possuísse uma das taxas de desemprego e de endividamento mais altas do país ao longo da década. A economia do Utah somente iniciou a melhorar após o início da Segunda Guerra Mundial. Com a entrada dos Estados Unidos na guerra, em 1942, o Utah passou por um processo de grande industrialização, e o estado prosperou drasticamente. O Utah tornou-se um dos maiores produtores nacionais de mísseis balísticos na década de 1950. Ao longo da década, grandes depósitos de urânio, petróleo e gás natural foram descobertos no Utah. Este processo de grande industrialização perdurou até a década de 1960, e o Utah tornou-se um grande polo siderúrgico.
Em 1963, porém, a demanda por mísseis balísticos no país caiu drasticamente, causando também uma queda nos preços de minérios do estado. O Utah entrou em período de recessão econômica que perdurou até o fim da década. Enquanto isto, durante o final da década de 1950 e de 1960, o aumento da população urbana do Utah fez com que a demanda por áreas recreacionais a céu aberto crescessem drasticamente, causando a inauguração de diversos resorts de esqui nas numerosas cadeias de montanhas do estado, e de outras áreas recreacionais abertas no estado, por parte de empresas privadas e de órgãos governamentais. Estes fatores fizeram com que eventualmente a recessão acabasse no final da década, e o Utah tornasse um grande polo turístico. Desde então, o turismo é a principal fonte de renda do estado.
Após o fim da Segunda Guerra Mundial, o sistema de educação pública do Utah passou a enfrentar diversos problemas, por causa do drástico crescimento da manutenção de escolas durante a década de 1940 e 1950, e até o início da década de 1960. Educadores do Utah passaram a pressionar pela aprovação de mais 25 milhões de dólares à educação. O Estado concordou em aumentar a verba estadual à educação em 11 milhões de dólares prontamente, e criou um comitê para estudar as necessidades do sistema escolar do Utah. Esta comissão, em 1964, recomendou que a verba anual à educação fosse aumentada em ao menos 6 milhões de dólares, pedido que foi rejeitado pelo governo, que acreditava que isto iria arruinar a economia do estado. Porém, esta decisão fez com que a Associação de Educação Nacional iniciasse um grande boicote ao Utah, onde o sindicato pedia que professores em todo o país recusassem a trabalhar no estado. Com a aprovação em 1965 de um novo aumento à verba à educação, em 25 milhões de dólares, o sindicato terminou seus protestos.
Em 1968, um teste de arma química por parte de forças militares americanas no Utah intoxicou cerca de 6 mil cabras, levando à manifestações populares pedindo pelo fim dos testes e do estoque de armas químicas no estado. Em 1970, um programa estadual contra a poluição atmosférica entrou em vigor. Desde a década de 1970, a economia do Utah tem se diversificado. Salt Lake City tornou-se um importante centro financeiro do Oeste, e o turismo firmou-se definitivamente como a principal fonte de renda do estado durante a década de 1980. Um novo projeto de irrigação foi completado em 2000. Em 2002, Salt Lake City sediou os Jogos Olímpicos de Inverno de 2002.

## Geografia

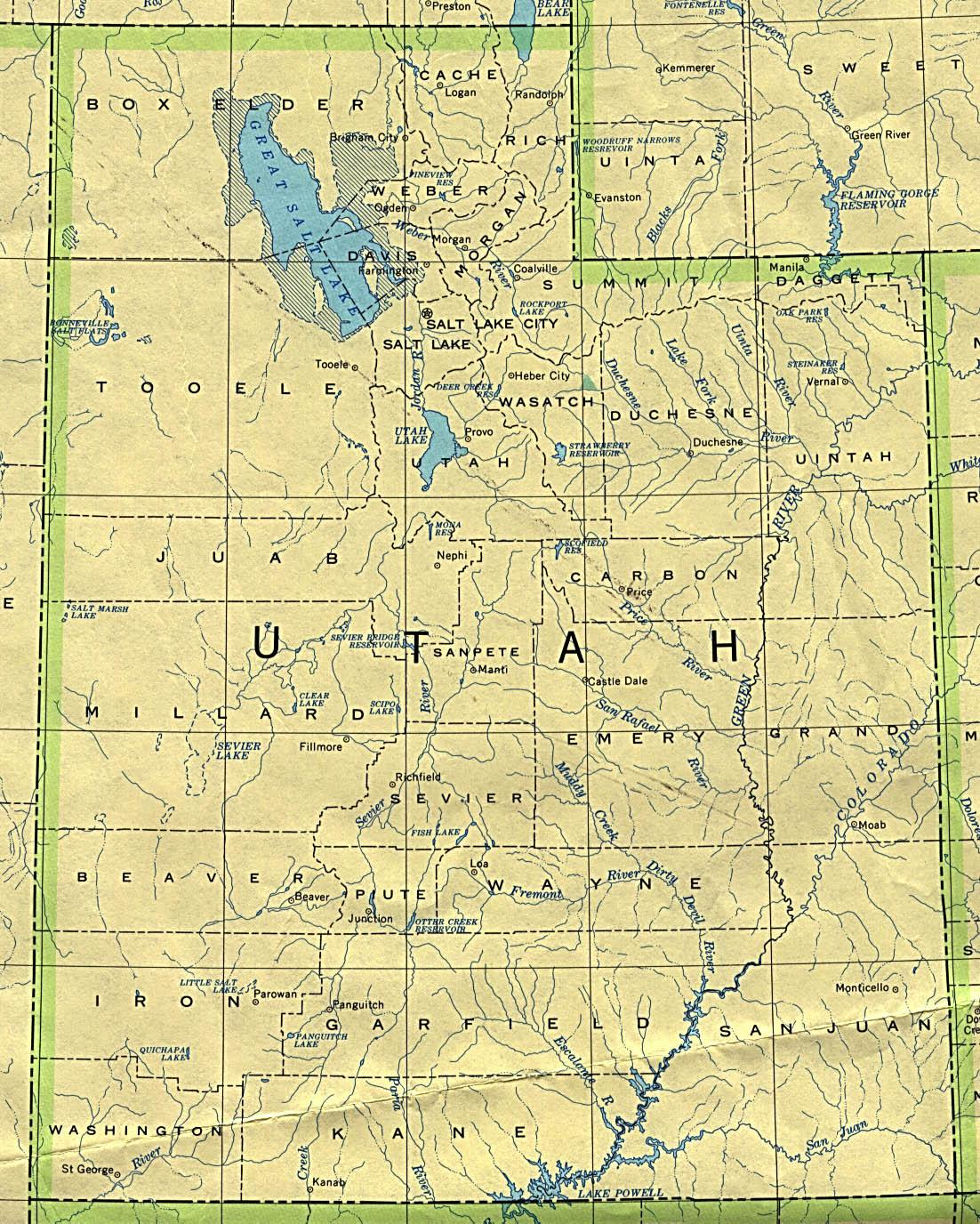
Mapa do Utah e de seus 29 condados.

O Utah limita-se ao norte com os Estados de Wyoming e Idaho, a leste com o Colorado, em um único ponto no sudeste com o Novo México, ao sul com o Arizona e a oeste com Nevada. Com quase 220 mil quilômetros quadrados, é o 13º maior estado americano em área do país.
Os rios do Utah afluem ou no Grande Lago Salgado ou no rio Colorado. Além do último, outro grande rio do Utah é o rio Green, que desemboca no Colorado. Os principais rios do estado são as principais fontes de água potável para a irrigação artificial de diversas áreas rurais do estado. O Grande Lago Salgado é facilmente o maior lago do estado. Não somente isto, é também o maior lago do país, a oeste do rio Mississippi. As águas do Grande Lago Salgado são mais salgadas do que as águas do Oceano Pacífico, nas praias de Los Angeles, por causa do fato que nenhuma parte das águas do Lago Salgado são drenadas via rios. Quando a água do lago evapora, sais e outros sedimentos são deixados para trás. O fato que o lago não possui drenos é a causa de problemas durante grandes chuvas, que frequentemente causam enchentes nas áreas próximas ao lago. Desertos cobrem cerca de um terço de todo o Utah, e florestas cobrem outro um terço.
O Utah pode ser dividida em três distintas divisões geográficas:
- As Montanhas Rochosas ocupam o nordeste do estado. Caracteriza-se pelo seu terreno montanhoso, acidentado, e de alta altitude, e por ser a única cadeia de montanhas que corre em um sentido leste-oeste. As Montanhas Rochosas é o local onde se situa o ponto mais alto do estado - o Monte Kings, com seus 4 123 metros de altitude. Diversos picos das Montanhas Rochosas superam os 3 mil metros de altitude no estado. Aqui se situam muito das florestas e dos resorts de esqui do Utah.
- A Basin and Range Region caracteriza-se pelo seu terreno relativamente pouco acidentado, e pelo seu clima desértico. Ocupa todo o oeste do Utah. O Grande Lago Salgado está localizada no norte desta região. O solo das regiões ao sul do lago fá foi anteriormente o leito do Grande Lago Salgado. Este solo é muito duro, composto por sais e sedimentos deixados pelo lago. A região abriga também o ponto menos elevado do estado, localizado no canto sudoeste, com seus 610 metros de altitude.
- O Planalto do Colorado ocupa todo o centro-leste, a maior parte do sul e todo o sudeste do Utah. Caracteriza-se pelo seu terreno acidentado, cortado por grandes chapadas e vales profundos.

Há muitos parques nacionais em Utah.

### Clima

Mapa climático de Utah segundo a classificação climática de Köppen.

O clima na maior parte do Utah - especialmente no oeste - é desértico ou semiárido. No inverno, temperatura diminui à medida que se viaja ao norte, e à medida que a altitude da região aumenta. No geral, a temperatura média é menor do que 0°C na maior parte do Utah. Somente o extremo sul do estado possui temperaturas médias no inverno superiores a 0 °C. A média no sul no inverno é de 1 °C e em Salt Lake City, de -6 °C. A média das mínimas no estado é de -12 °C, e das máximas, de -4 °C. Dias onde a temperatura cai abaixo de -18 °C podem ser esperadas em diversas áreas ao menos uma vez por anos, mas elas geralmente duram pouco, e não são muito severas. As montanhas no norte e no leste do estado servem como barreiras para as correntes de ar frio vindas do Pólo Norte. A temperatura mais baixa já registrada no Utah foi de -56 °C, em Peter's Sink, 1 de fevereiro de 1985.
No verão, as temperaturas mais altas são registradas no leste e no norte do Utah. A média é de 27 °C em Salt Lake City e de 20 °C no centro-sul do estado. A média das mínimas é de 15 °C, e a média das máximas é de 31 °C. Por causa do clima desértico, extremos são comuns nos verões do estado - máximas facilmente superam os 40 °C e mínimas facilmente caem abaixo de 10 °C. A temperatura mais alta já registrada no Utah foi de 47 °C, registrada em St. George, em 5 de julho de 1985.
A maior parte do Utah é árido e elevado. A maior parte do leste e do sul do estado recebe menos de 30 centímetros de precipitação média anual de chuva por ano, enquanto muitas áreas montanhosas recebem mais do que 100 centímetros de precipitação média anual de chuva. A maior parte do oeste do estado recebe menos do que 25 centímetros de chuva. A região do Grande Lago Salgado é especialmente seca, recebendo menos do que 13 centímetros de chuva por ano.
Neve é comum durante o inverno em todo o Utah exceto no sudoeste do estado - St. George, localizada o sudoeste, por exemplo, recebe apenas 8 centímetros de neve por ano, enquanto Salt Lake City recebe 150 centímetros o ano. Muitas áreas montanhosas recebem um excesso de 900 centímetros de neve por ano, e porções das Montanhas Wasatch recebem mais do que 1 250 centímetros por ano de neve. Alta, um resort de esqui próximo a Salt Lake City, recebe 900 centímetros de neve por ano. Neve é comum entre o final de novembro até março, nas regiões de menor altitude, e de outubro até maio nas montanhas. As montanhas muitas vezes continuam cobertas de neve até julho.

## Política

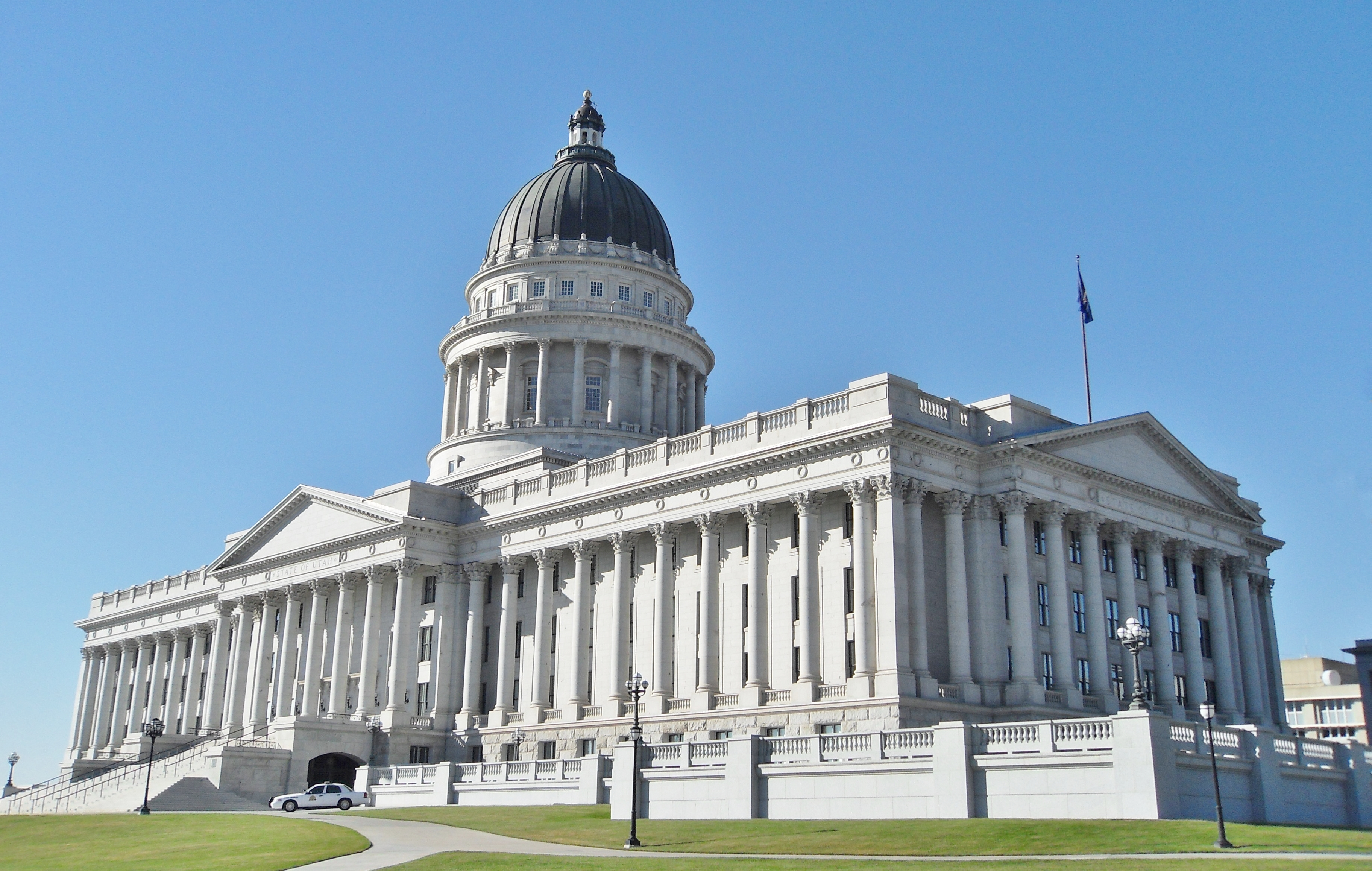
Capitólio do Estado de Utah em Salt Lake City.

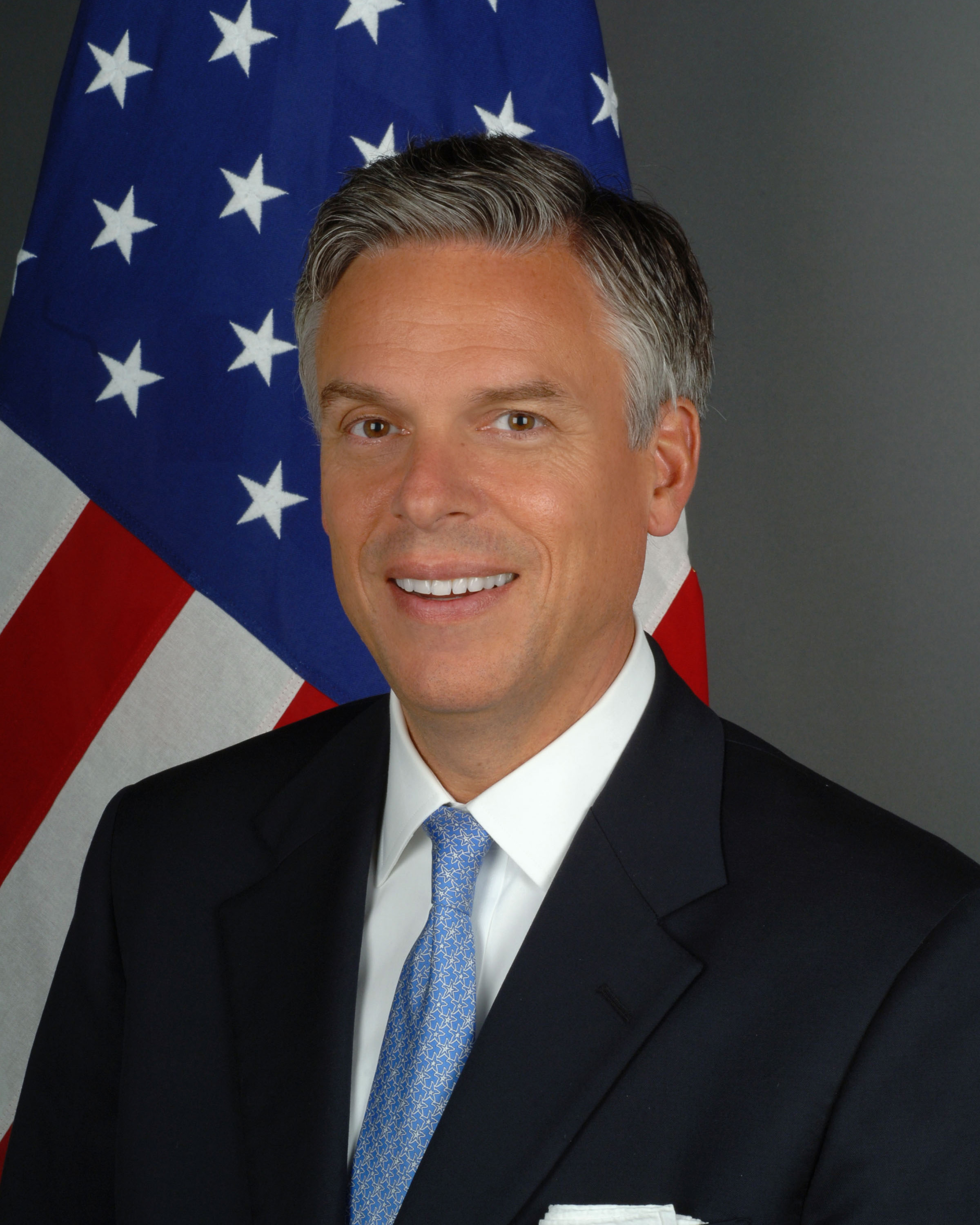
Jon Huntsman, 16º governador do estado do Utah e atual embaixador dos Estados Unidos na República Popular da China.

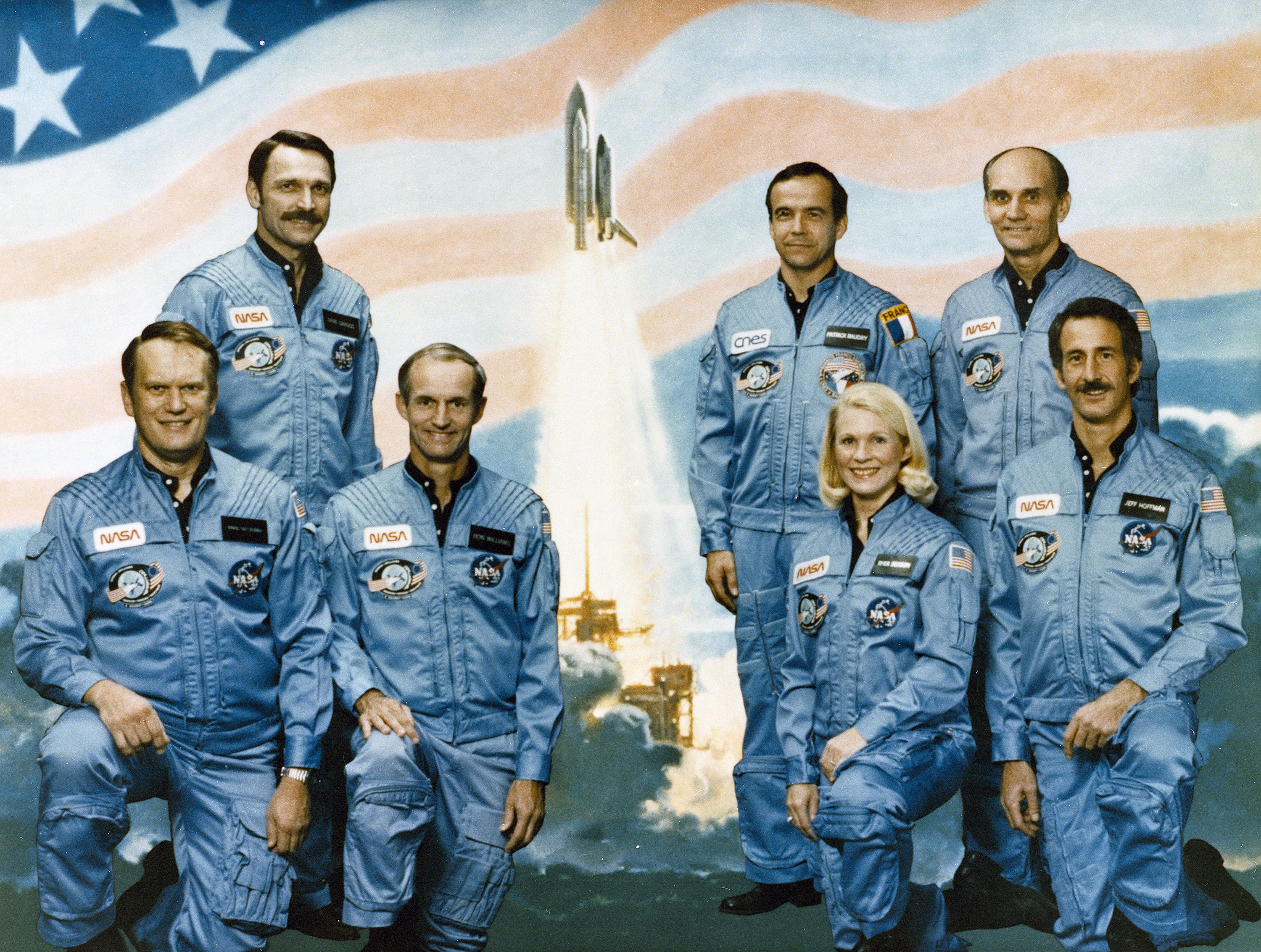
Senador Jake Garn de Utah (1974-1993), astronauta de voo STS-51-D do ônibus espacial. O senador está no canto superior direito.

A atual Constituição do Utah foi adotado em 1895. Emendas à Constituição são propostas pelo Poder Legislativo do Utah, e para ser aprovada, precisa ser aprovada por ao menos 51% do Senado e da Câmara dos Representantes do estado, em duas votações consecutivas, e então por 51% ou mais da população eleitoral do Utah, em um referendo. A população do estado também pode propor emendas à Constituição através da realização de abaixo-assinados, onde são necessários ao menos a assinatura de 10% das pessoas que votaram no último referendo ou eleição estadual para governador realizada no estado. Caso este abaixo-assinado tenha um mínimo de 10% de assinaturas, bem como a emenda a ser realizada na constituição, esta emenda então precisa receber a votação de ao menos 51% dos votantes em dois referendos consecutivos. Se esta emenda é aprovada por 51% ou mais dos votantes em ambas as votações, a emenda é automaticamente aprovada. Emendas também podem ser propostas e introduzidas por convenções constitucionais, que precisam receber ao menos a aprovação de 66,7% dos votos de ambas as câmeras do Poder Legislativo e 51% dos eleitores do estado em um referendo.
O principal oficial do Poder Executivo do Utah é o governador. Este é eleito pelos eleitores do estado para mandatos de até quatro anos de duração. Uma dada pessoa pode exercer o cargo de governador quantas vezes quiserem.
O Poder Legislativo do Utah é constituído pelo Senado e pela Câmara dos Representantes. O Senado possui um total de 29 membros, enquanto a Assembleia possui um total de 75 membros. O Utah está dividido em 29 distritos senatoriais e em 75 distritos representativos. Os eleitores de cada distrito elegem um senador/representante, que irão representar tal distrito no Senado/Câmara dos Representantes. O termo dos senadores é de quatro anos, e dos membros da Assembleia, de 2 anos. Uma dada pessoa pode servir quantas vezes o cargo de senador ou representante.
A corte mais alta do Poder Judiciário do Utah é a Suprema Corte do Utah, composta por sete juízes. O Utah também possui 8 cortes distritais, que possuem cada uma um ou dois juízes. Outras cortes são cortes juvenis e a Court of Appeals, a segunda corte mais alta do Judiciário do estado, atrás somente da Suprema Corte de Utah. Todos os juízes do Judiciário do Utah são indicados pelo governador, e aprovados pelo senado estadual. Periodicamente, o senado revê as performances dos juízes, podendo reeleger os juízes ao final de seus mandatos, ou optar por substituí-los.
O Utah está dividido em 29 condados. Estes condados são governados por conselhos compostos por 3 membros, um deles eleito para mandatos de 4 anos de duração e o terceiro a mandatos de 2 anos de duração. Este conselho é encarregado de supervisionar os diferentes departamentos do condado. A grande maioria dos condados do Utah possuem um Executivo e um Legislativo que operam de forma independente - com exceção do Condado de Salt Lake City.
O governo do Utah divide as cidades do estado em quatro classes, que variam de acordo com a população da cidade em questão. As cidades de primeira classe possuem mais de 100 mil habitantes, as de segunda classe, 60 a 100 mil habitantes, as de terceira classe, mil a 60 mil habitantes, e as cidades secundárias (towns) de quarta classe, menos de mil habitantes. Cidades de maior classe possuem maiores poderes e responsabilidades do que cidades de classes menores. Os condados são encarregados de fornecer a maioria dos serviços governamentais às cidades de menores categorias que, nas cidades de categoria mais elevada, seriam de responsabilidade da cidade. A maior parte das cidades primárias (cities) do Utah é governada por um prefeito e por um conselho municipal, ou por um administrador e por um conselho. Cidades de quarta classe somente podem ser governadas por um conselho, sem prefeito ou administrador.
Cerca de 50% da receita do orçamento do governo do Utah é gerada por impostos estaduais. As restantes vêm de verbas recebidas do governo nacional e de empréstimos. Em 2002, o governo do estado gastou 10,107 bilhões de dólares, tendo gerado 8,468 bilhões de dólares. A dívida governamental do Utah é de 4,729 bilhões de dólares. A dívida per capita é de 2 039 dólares, o valor dos impostos estaduais per capita é de 1 693 dólares, e o valor dos gastos governamentais per capita é de 4 358 dólares.
Em grande parte por causa da Igreja de Jesus Cristo dos Santos dos Últimos Dias, Utah é um dos Estados mais conservativos e republicanos do país. O Estado é dominado pelo Partido Republicano. Mórmons compõem cerca de 60% da população do Utah, embora de 90% dos postos de ofício no governo do estado e dos representantes do estado no Congresso federal sejam ocupados por mórmons.
Historicamente, a força política do estado esteve relativamente bem dividida entre os republicanos quanto os democratas. Desde a década de 1960, porém, os republicanos têm passado a dominar cada vez mais as políticas do estado, tanto a nível estadual quanto a nível nacional (ex: senadores e representantes do estado no Congresso americano). Desde 1964, por exemplo, a população do estado não tem votado majoritariamente a um candidato democrata nas eleições presidenciais americanas. Em 2004, por exemplo, o republicano George W. Bush conseguiu o apoio de todos os condados do estado - sua vitória em Utah foi a maior em todo o país. Bush obteve todos os 5 votos eleitorais que o Utah possui direito, obtendo 71,5% dos votos dos eleitores do estado. Porém, o Partido Democrata ainda possui força política na região metropolitana de Salt Lake City, que abriga aproximadamente metade da população do estado.

## Demografia
De acordo com o censo nacional de 2000, a população do Utah em 2000 era de 2 233 169 habitantes, um crescimento de 29,6% em relação à população do estado em 1990, de 1 722 850 habitantes. Uma estimativa realizada em 2005 estima a população do estado em 2 469 585 habitantes, um crescimento de 43,3% em relação à população do estado em 1990, de 10,6%, em relação à população do estado em 2000, e de 2% em relação à população estimada em 2004.
O crescimento populacional natural do Utah entre 2000 e 2005 foi de 186 411 habitantes - 254 433 nascimentos menos 68 022 óbitos - o crescimento populacional causado pela imigração foi de 49 995 habitantes, enquanto a migração interestadual resultou na perda de 33 822 habitantes. Entre 2000 e 2005, a população do Utah cresceu em 236 387 habitantes, e entre 2004 e 2005, em 48 877 habitantes. O Utah possui uma das maiores taxas de crescimento populacional de todo os Estados Unidos, bem como uma das maiores taxas de natalidade do país.
Cerca de 91% da população do Utah vive em duas regiões metropolitanas. Existem três regiões metropolitanas no estado: 65% vivem na região metropolitana de Salt Lake City, e 17% da população do estado vive na região metropolitana de Provo-Orem.Cerca de 88% da população do Utah vive em áreas urbanas, e 12% vivem em áreas rurais.

### Raças e etnias
Composição racial da população do Utah:
- 85,3% Brancos
- 9,0% Hispânicos ou Latinos
- 1,7% Asiáticos
- 1,3% Nativos americanos
- 0,8% Afro-americanos
- 2,1% Duas ou mais raças

Os cinco principais grupos étnicos do Utah são ingleses (que compõem 29% da população do estado), alemães (11,6%) noruegueses (6,8%), dinamarqueses (6,5%) e mexicanos (6,1%).

### Religião
Religião em Utah (2014)

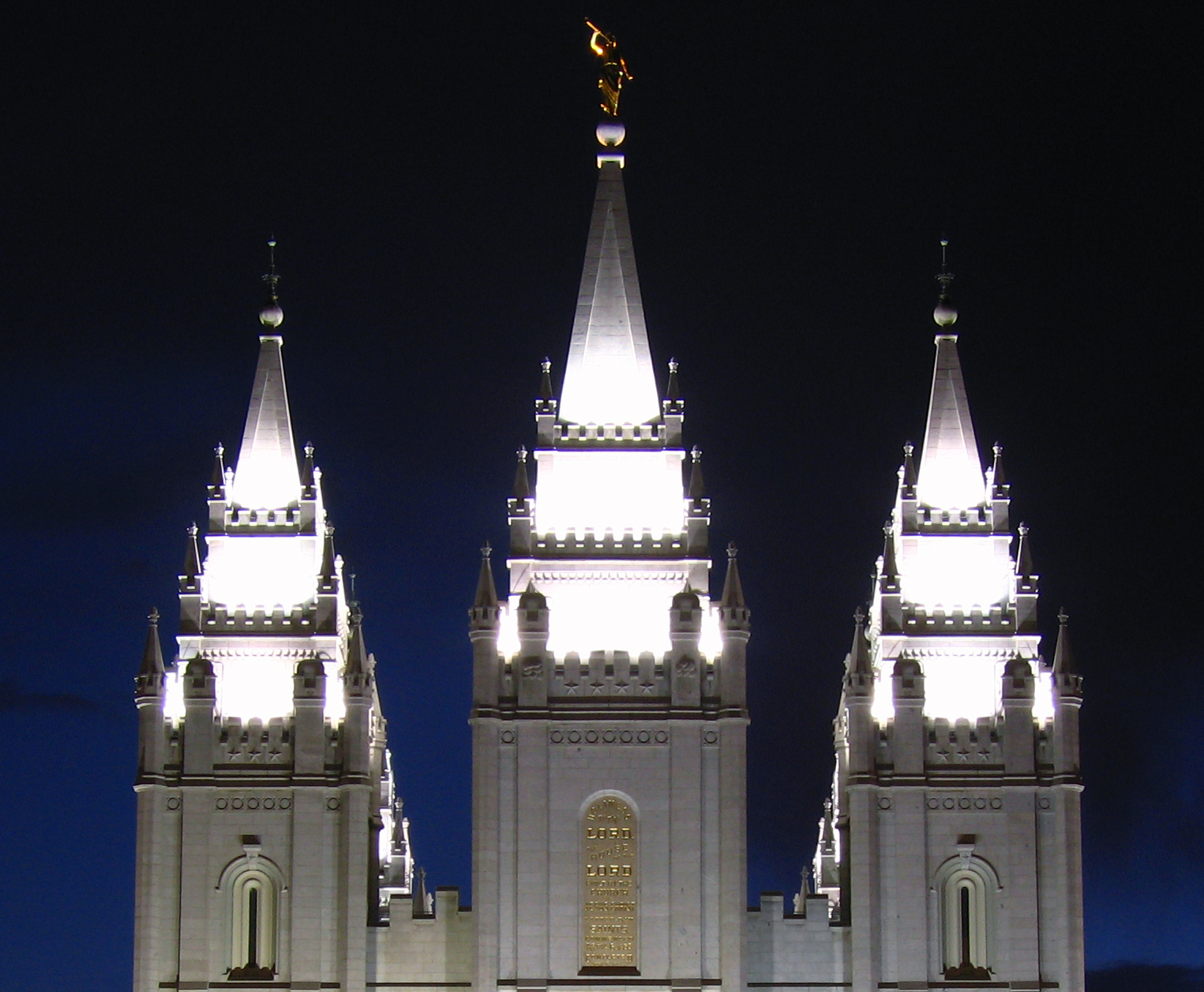
Templo de Salt Lake d'A Igreja de Jesus Cristo dos Santos dos Últimos Dias.

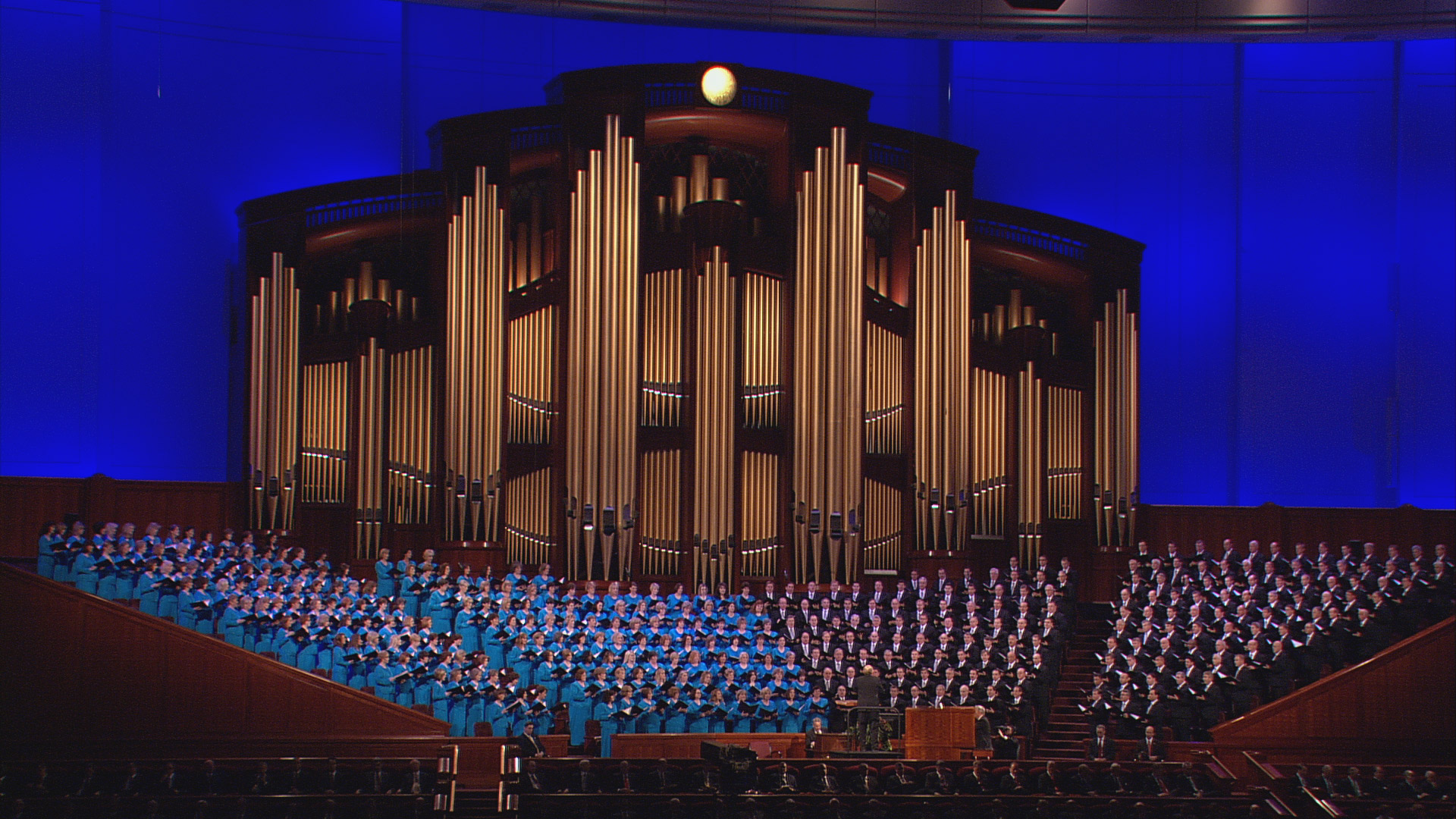
Coro do Tabernáculo Mórmon cantando no Centro de Conferências em Salt Lake City.

O estado é majoritariamente mórmon. Em 2012, cerca de 62,2% dos habitantes do estado foram contados como membros de organizações mórmons, embora apenas 41,6% deles são mórmons praticantes. Na capital, Salt Lake City, aproximadamente 41% da população é mórmon, enquanto as áreas rurais e suburbanas tendem a ser extremamente mórmons. O corpo religioso com maior número de congregações é A Igreja de Jesus Cristo dos Santos dos Últimos Dias (SUD), com 4 815 congregações.
Embora oficialmente a Igreja mórmon mantém uma política de neutralidade em relação aos partidos políticos, a doutrina da Igreja tem uma forte influência regional em relação à política. Historicamente, a maioria dos governantes de Utah são membros da igreja mórmon.
Existem também, denominações mórmons de menor porte, tais como a Comunidade de Cristo, os fundamentalistas e os reorganizados. Outras igrejas e religiões podem ser encontradas em Utah, em menor número. Muito dos não-religiosos do estado são de ascendência mórmon. Existe também uma população católica e protestante em crescimento. Os números de católicos e protestantes no Utah são atualmente relativamente pequenos.
Percentagem da população do Utah por afiliação religiosa:
- A Igreja de Jesus Cristo dos Santos dos Últimos Dias (mórmons): 60% dos religiosos. (1.857.667 membros).[19]
- Igreja Católica Romana: 6% dos religiosos.
- Testemunhas de Jeová: 4% dos religiosos.
- Igreja Batista: 2% dos religiosos.
- Outras afiliações protestantes: 10% dos religiosos.
- Não-religiosos: 18% da população

### Idade e sexo
Por causa de sua alta taxa de fertilidade, a idade média do Utah é a menor de qualquer Estado americano.
- 9,4% da população do Utah possui menos de 5 anos de idade.
- 32,2% possuem menos de 18 anos de idade.
- 49,9% possuem entre 18 anos e 65 anos.
- 8,5% possuem 65 anos de idade ou mais.
- 49,9% da população do estado são pessoas do sexo feminino.
- 50,1% da população do estado são pessoas do sexo masculino.

### Principais cidades

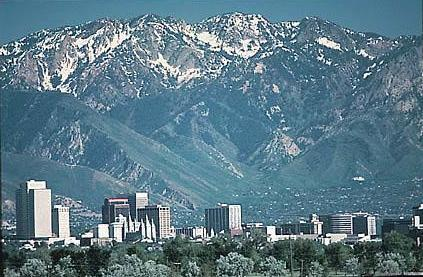
Salt Lake City, a capital do estado.

- Cedar City
- Kearns
- Layton
- Logan
- Ogden
- Orem
- Provo
- St. George
- Salt Lake City
- Sandy
- Taylorsville
- West Jordan
- West Valley City

## Economia

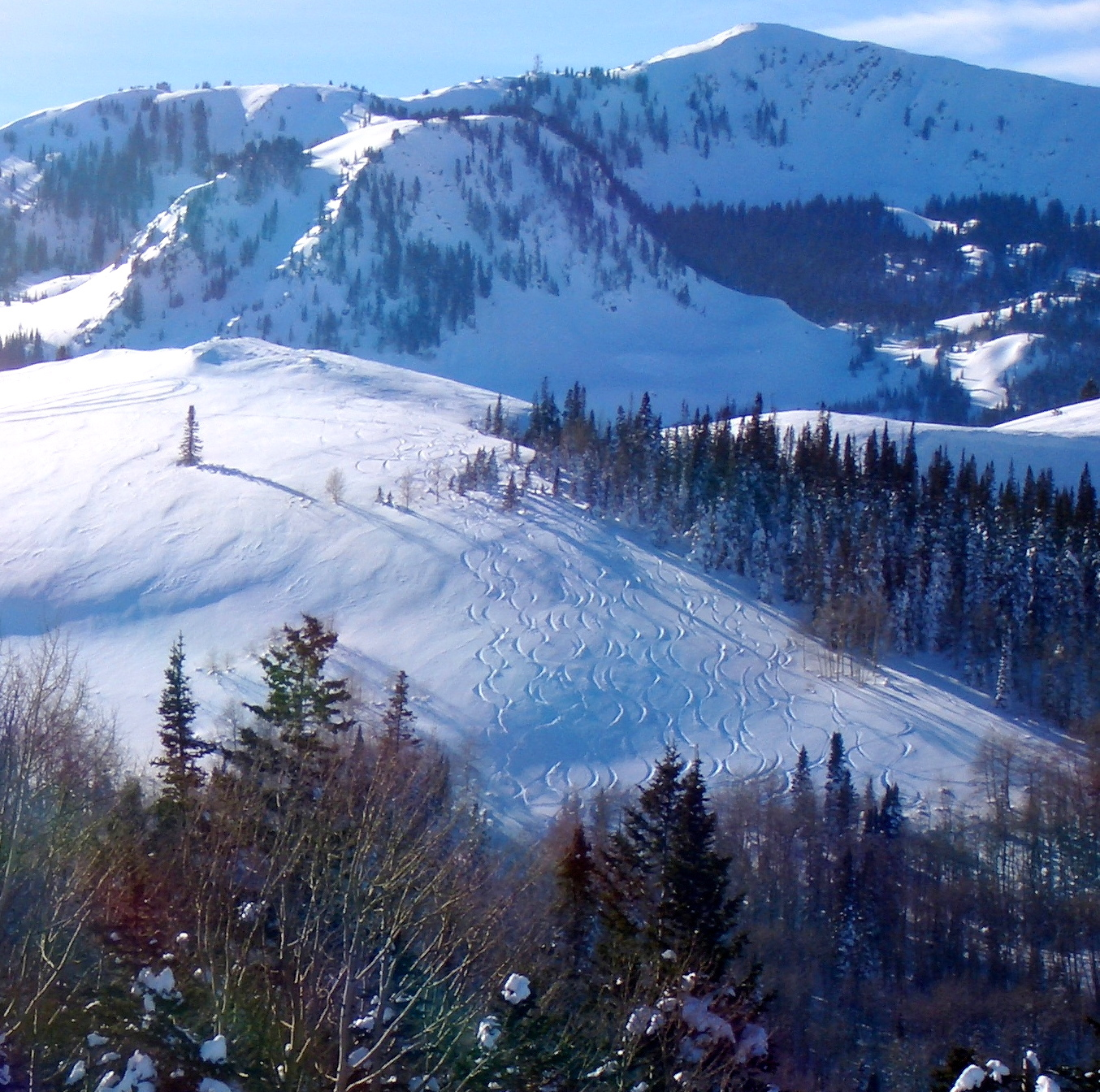
Altas e grandes cadeias montanhosas e grande quantidade de precipitação de neve por ano são uma das principais atrações turísticas do estado.

De acordo com o Bureau of Economic Analysis, o produto interno bruto do estado de Utah em 2010 foi de 114,5 bilhões, representando 0,78% do total do PIB dos Estados Unidos, que registrou 14,550 trilhões no mesmo ano. A renda per capita era $ 24 977 em 2005. As principais indústrias de Utah concentram-se na área de mineração, pecuária, produção de sal, e os serviços governamentais.
O setor primário responde por 1% do PIB do Utah. O Estado possui 15 mil fazendas, que ocupam cerca de um quinto do estado. Muito deste terreno é usado apenas para a prática da pecuária. A maior parte das fazendas do Utah é irrigada artificialmente. Sem irrigação artificial, a prática da agricultura na maior parte do estado seria impossível. Juntas, a agricultura e a pecuária respondem por 1% do PIB do estado, e empregam aproximadamente 19 mil pessoas. O Estado possui grandes rebanhos bovinos e ovinos. Os principais produtos agropecuários produzidos no Utah são carne e leite bovino e ovino, bem como maçãs, pêssegos e cerejas. O principal vegetal cultivado em Utah é batata. Os efeitos da pesca e da silvicultura são negligíveis na economia do estado.
O setor secundário responde por 20% do PIB do Utah. A indústria de manufatura responde por 12% do PIB do estado e emprega aproximadamente 140 mil pessoas. O valor total dos produtos fabricados no estado é de 13 bilhões de dólares. Os principais produtos industrializados fabricados no estado são computadores e equipamentos eletrônicos, metais processados, alimentos industrialmente processados e equipamentos de transporte. A indústria de construção responde por 6% do PIB do estado, empregando aproximadamente 97 mil pessoas. A mineração responde por 2% do PIB do estado, empregando cerca de 9,3 mil pessoas. A principais minérios extraídos no estado são cobre, petróleo, areia e urânio.
O setor terciário responde por 79% do PIB do Utah. Cerca de 21% do PIB do estado vêm de serviços comunitários e pessoais. Este setor emprega mais de 423 mil pessoas. Serviços financeiros e imobiliários respondem por cerca de 19% do PIB do estado, empregando aproximadamente 132 mil pessoas. Salt Lake City é o principal centro financeiro do estado, e um dos principais centros financeiros do Centro-Oeste americano. O comércio por atacado e varejo responde por 16% do PIB do estado, e emprega aproximadamente 293 mil pessoas.
O turismo contribui bastante para o setor comercial do estado, sendo a principal fonte de renda do Utah. Turistas são atraídos por uma variedade de atrações, dos quais as principais são as grandes cadeias de montanhas propícias à prática do esqui, fato que gerou a construção de diversos resorts de esqui; de rochas que devido à ação da erosão foram escavadas - formando "pontes" rochosas, e o Grande Lago Salgado - o maior lago a oeste do rio Mississippi, e que é mais salgado do que água do mar. Nas praias do Lago Salgado, uma pessoa flutua com muita facilidade. Serviços governamentais respondem por 14% do PIB do Utah, empregando aproximadamente 202 mil pessoas. Transportes, telecomunicações e utilidades públicas empregam cerca de 68 mil pessoas, e respondem por 9% do PIB do Utah. Aproximadamente 95% da eletricidade gerada no estado é produzida em usinas termelétricas a carvão. O restante é produzido primariamente por usinas hidrelétricas.

## Educação

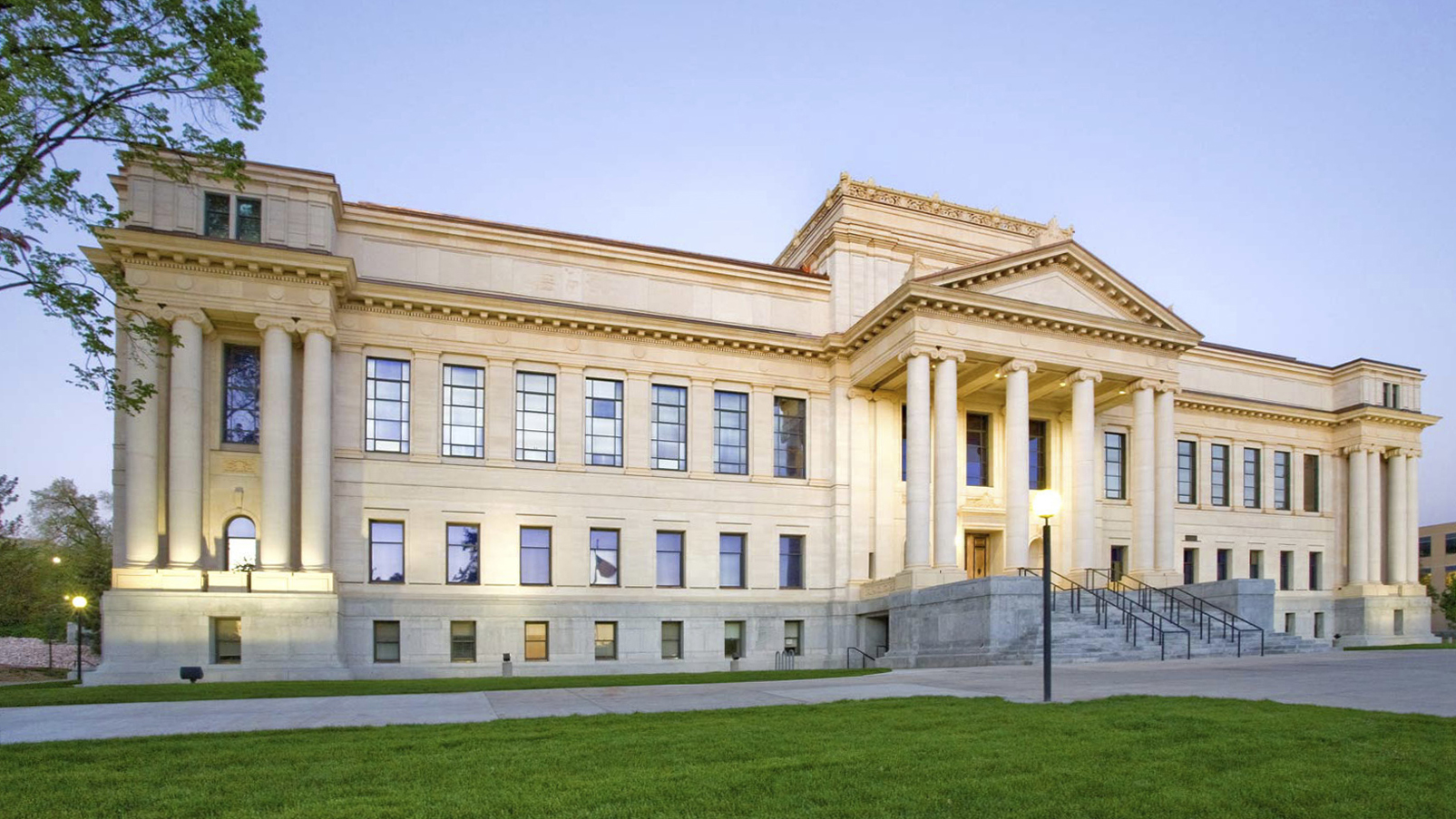
O Park Building na Universidade de Utah.

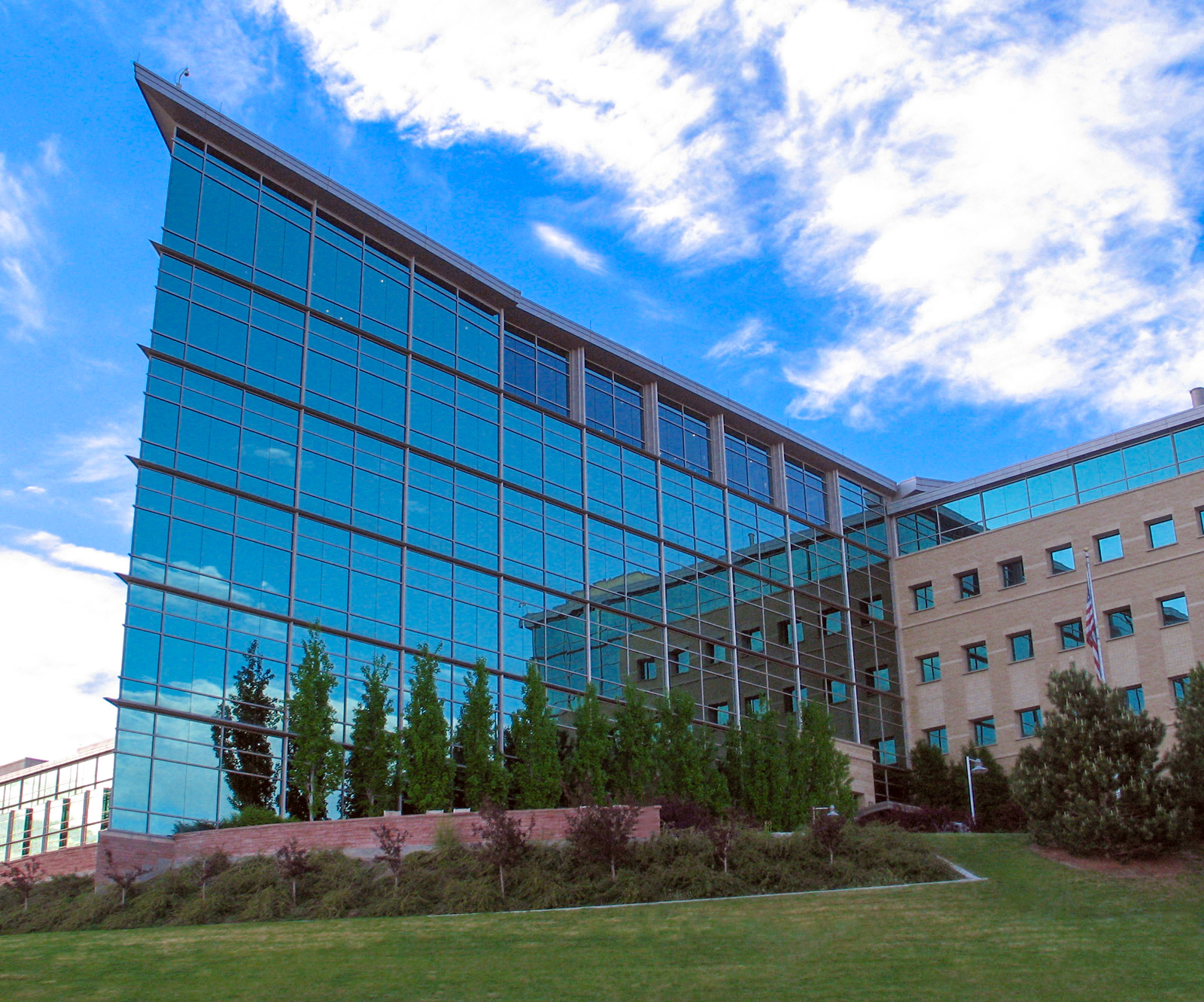
O Huntsman Cancer Institute em Salt Lake City no câmpus da University of Utah.

A primeira escola do Utah foi uma tenda fundada pelos mórmons, em um assentamento no Vale do Lago Salgado, em 1847. A ênfase à educação dada pelos mórmons logo fez com que um total de cerca de 200 escolas fossem criadas em apenas duas décadas na região que posteriormente constituiria o estado de Utah. Estas escolas, apesar de criadas pela Igreja de Jesus Cristo dos Santos dos Últimos Dias, somente forneciam educação às crianças cujas famílias tinham o poder de pagar pela educação. Foi somente em 1866 que a primeira escola pública do estado foi fundada. Todas as escolas do ensino elementar passaram a ser públicas por um decreto do governo do território de Utah, em 1877. Em 1884, uma convenção constitucional criava um sistema de educação de segundo grau público no território, embora estes tipos de escolas não eram um requisito obrigatório para os distritos escolares do Utah até 1911.
Atualmente, em parte graças à ênfase dos mórmons na educação da nova geração, o Utah possui uma das taxas mais altas de graduados do ensino de segundo grau do país. Todas as instituições educacionais no estado precisam seguir regras e padrões ditadas pelo Conselho Estadual de Educação do Utah. Este conselho controla diretamente o sistema de escolas públicas do estado, que está dividido em diferentes distritos escolares. Este Conselho é constituído por 15 membros eleitos pela população, mais 2 membros eleitos por um Conselho de Regentes. Cada cidade de segunda classe, diversas das maiores cidades de terceira classe, e cada condado, é servida por um distrito escolar. Nas cidades, a responsabilidade de administrar as escolas é do distrito escolar municipal, enquanto em regiões menos densamente habitadas, esta responsabilidade é dos distritos escolares operando em todo o condado em geral. O Utah permite a operação de escolas charter - escolas públicas independentes, que não são administradas por distritos escolares, mas que dependem de verbas públicas para operarem. Atendimento escolar é compulsório para todas as crianças e adolescentes com mais de seis anos de idade, até a conclusão do segundo grau ou até os dezessete anos de idade.
Em 1999, as escolas públicas do estado atenderam cerca de 480,3 mil estudantes, empregando aproximadamente 21,8 mil professores. Escolas privadas atenderam cerca de 12,6 mil estudantes, empregando aproximadamente 1,1 mil professores. O sistema de escolas públicas do estado consumiu cerca de 2,026 bilhões de dólares, e o gasto das escolas públicas foi de aproximadamente 4,5 mil dólares por estudante. Cerca de 89,4% dos habitantes do estado com mais de 25 anos de idade possuem um diploma de segundo grau.
A primeira biblioteca do Utah foi criada durante a década de 1850. Em 1897, uma lei estadual cedia fundos para a criação de bibliotecas públicas, sendo a primeira inaugurada no ano seguinte, em Salt Lake City. Atualmente, o estado possui 70 sistemas de bibliotecas públicas, que movimentam anualmente 11 livros por habitante. Todas as cidades com mais de mil habitantes possuem ao menos uma biblioteca pública.
O Utah é um grande centro educacional superior. O Estado possui uma das taxas mais altas de pessoas que estudam em institutos de educação superior no país, em relação à população do estado. O Conselho de Regentes, composto por 16 membros, mais 2 membros sem direito de voto, que são representantes do Conselho de Educação do Utah, administra o sistema de universidades e faculdades públicas do estado. A primeira instituição de educação superior fundada no Utah foi a Universidade de Utah, fundada em 1850, em Salt Lake City. O Utah possui atualmente 25 instituições de educação superior, dos quais 10 são públicas e 15 são privadas. Destacam-se, além da Universidade de Utah, a Universidade Brigham Young (Brigham Young University), que é uma das maiores universidades privadas nos Estados Unidos, a Universidade do Estado do Utah e a Universidade do Sul do Utah.

### Universidades e Faculdades

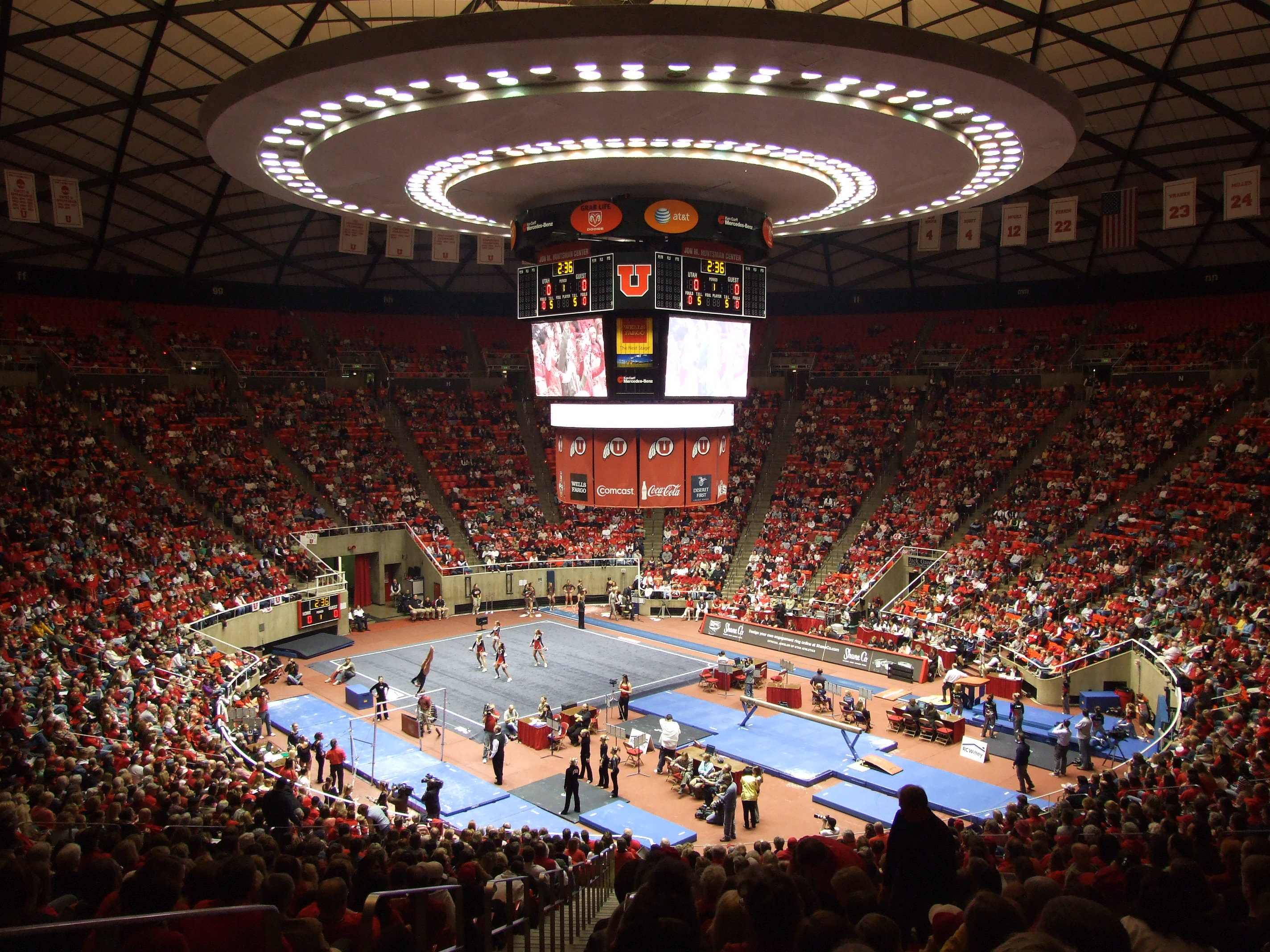
Competição ginástica na Universidade de Utah.

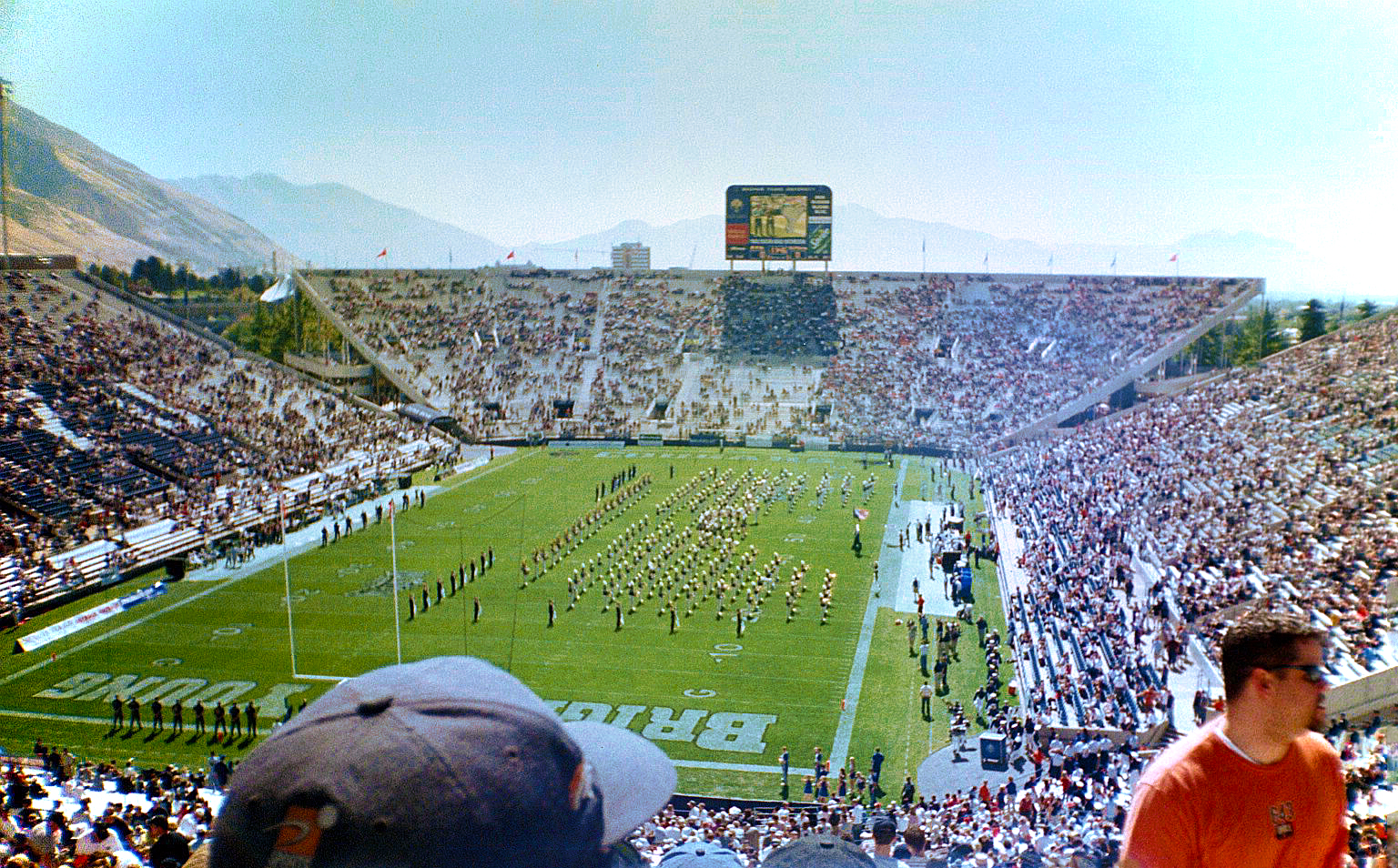
Jogo de futebol americano no Estádio Lavell Edwards na Universidade Brigham Young.

- The Art Institute of Salt Lake City em Draper, Utah
- Brigham Young University em Provo (campus satélite em Salt Lake City)
- Certified Career Institute em Salt Lake City and Clearfield
- College of Eastern Utah em Price
- Dixie State College of Utah (antigamente Dixie College) em St. George
- Eagle Gate College em Murray e Layton
- ITT Technical Institute em Murray (encerrou as atividades em 2016)
- LDS Business College em Salt Lake City (desde 2020 mudou o nome para Ensign College)
- Neumont University em South Jordan
- Provo College em Provo
- Salt Lake Community College em Taylorsville
- Snow College em Ephraim e Richfield
- Southern Utah University (antigamente Southern Utah State College) in Cedar City
- Stevens-Henager College (encerrou suas atividades em 2021)
- University of Utah em Salt Lake City
- Utah State University em Logan (campi satélites em vários locais do estado)
- Utah Valley University (antigamente Utah Valley State College) in Orem
- Weber State University em Ogden
- Western Governors University uma universidade online, iniciada por governador Michael O. Leavitt
- Westminster College em Salt Lake City

## Transportes e telecomunicações

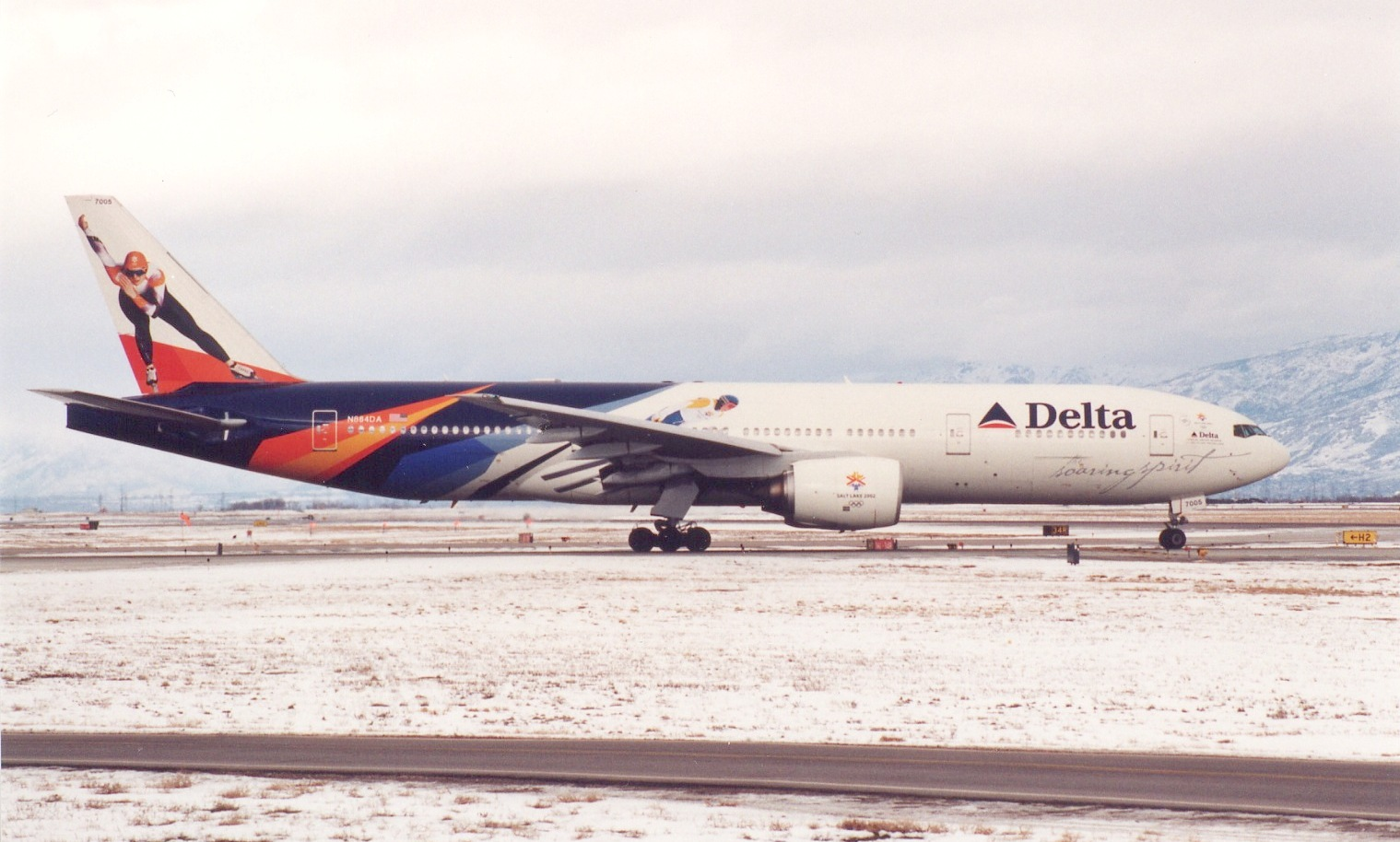
Um Boeing 777 comemorativo olímpico da Delta Airlines em uma das pistas do Aeroporto Internacional de Salt Lake City. Salt Lake é um hub da Delta Airlines.

A inauguração, em 1869, de uma ferrovia conectando o Utah com outras regiões do país retirou a região do isolamento geográfico e permitiu que o Utah pudesse prosperar economicamente. Atualmente, dez empresas ferroviárias fornecem serviço de transporte de carga no estado. Salt Lake City é o principal polo ferroviário do estado. O Utah possui cerca de 75 000 km de estradas e rodovias. Salt Lake City é também o principal polo ferroviário do estado. O aeroporto mais movimentado do Utah é o Aeroporto Internacional de Salt Lake City com voos sem escala para vários aeroportos dos Estados Unidos, e para Paris, Tóquio e cidades do Canadá e do México. Em 2002, o Utah possuía 2 298 km de ferrovias. Em 2003, o estado possuía 68 745 km de estradas e rodovias, dos quais 1 513 km eram considerados parte do sistema federal de rodovias interestaduais.
O primeiro jornal do Utah foi criado em 1850. Era o Deseret News, ainda em circulação. Outro jornal importante é o Salt Lake Tribune. No total, são publicados cerca de 65 jornais e outros 45 periódicos no estado. A primeira estação de rádio do estado foi fundada em 1922, e a primeira estação de televisão, em 1948, ambas em Salt Lake City. Ambas ainda estão em operação. Atualmente, existem no Utah cerca de 75 estações de rádio, e 15 estações de televisão e televisão a cabo.

## Cultura

### Arte

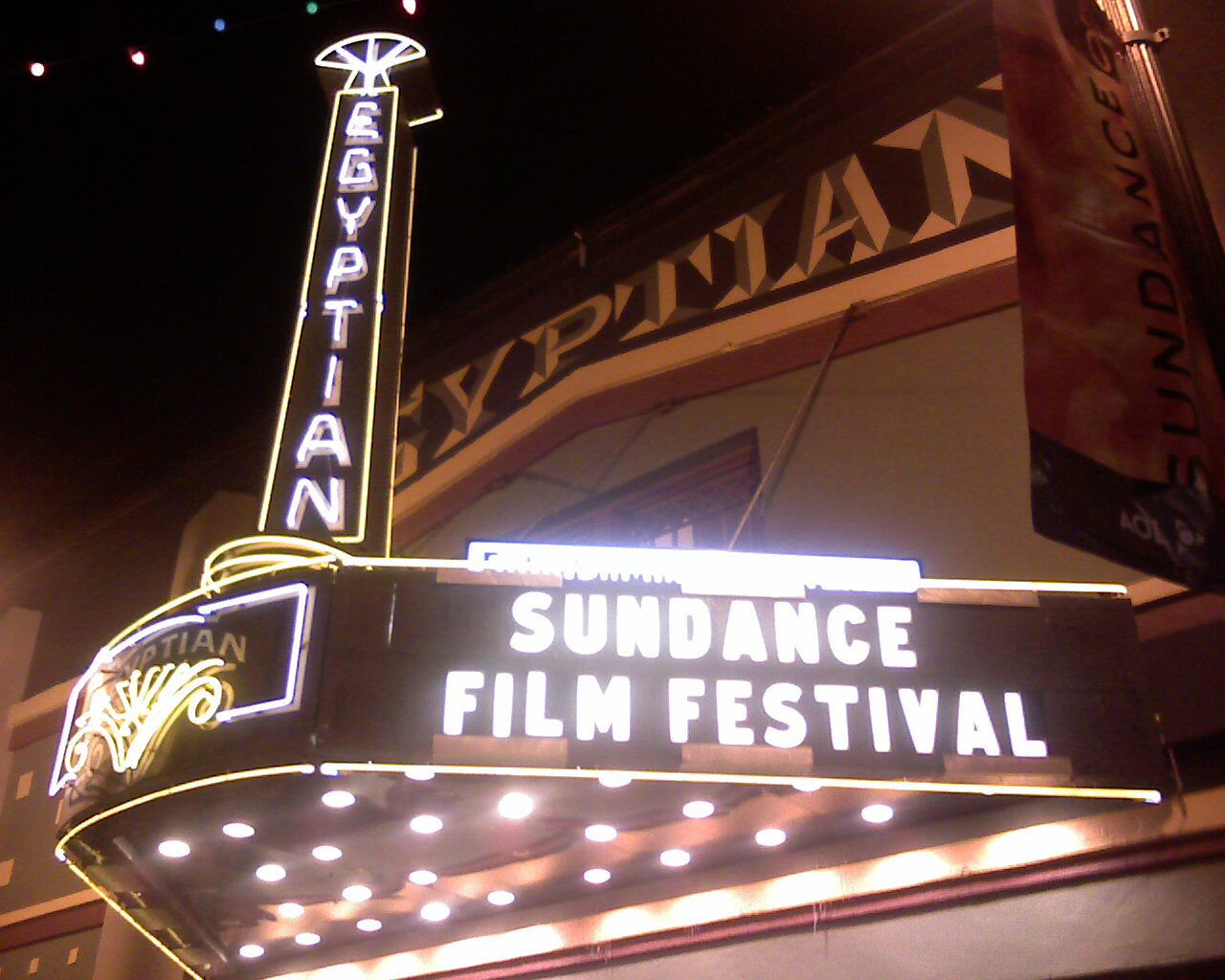
O Sundance Film Festival em Park City, Utah. Sundance é o maior festival de filmes independentes dos EUA.

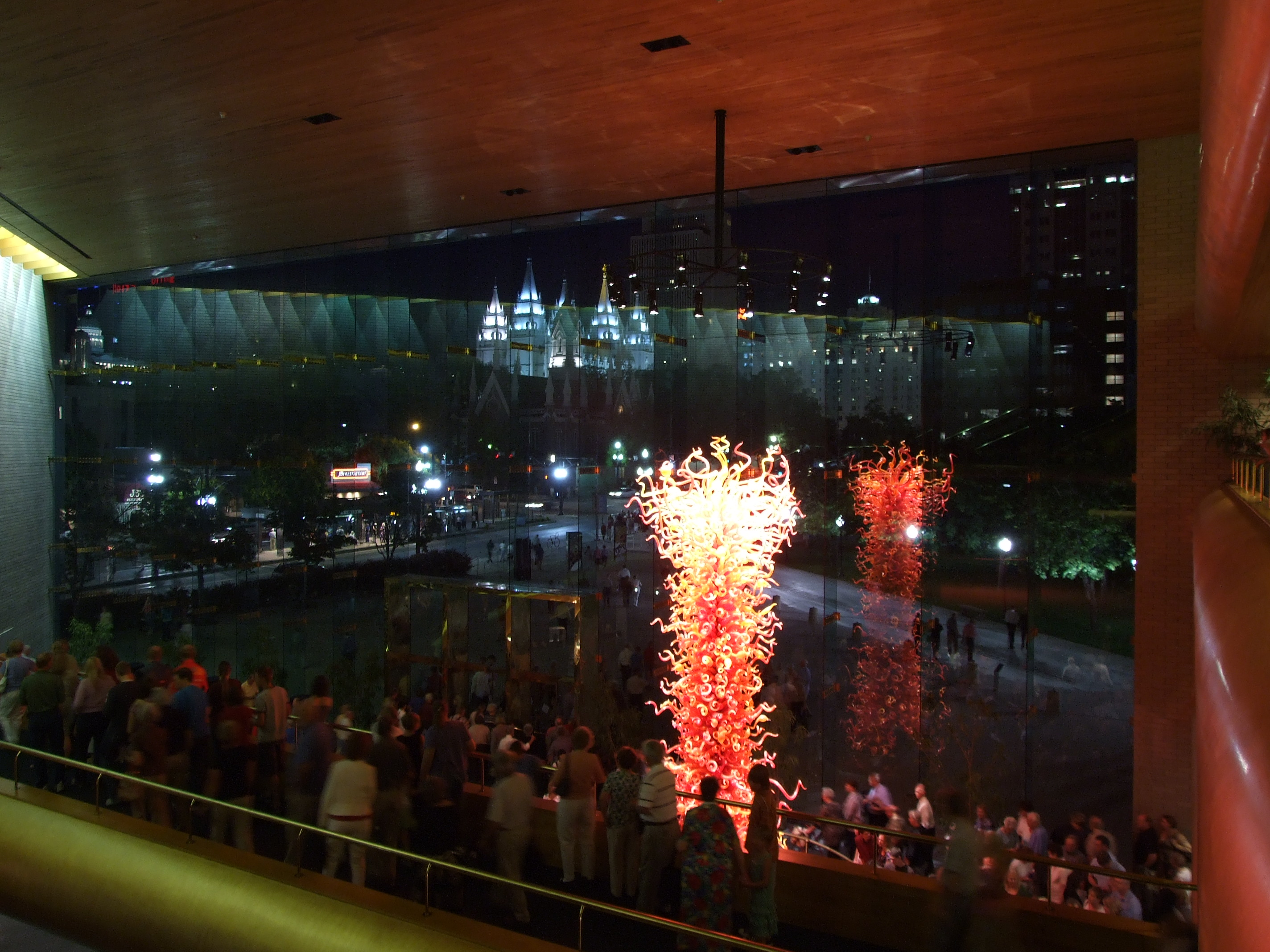
Saguão de Abravanel Hall com a escultura de vidro "Torre Olímpica" de Dale Chihuly. Abravanel Hall serve de casa para a Orquestra Sinfônica de Utah.

O estado conta com várias orquestras sinfônicas profissionais:
- Orquestra Sinfônica de Utah ou Utah Symphony (Salt Lake City)
- Orquestra da Praça do Templo ou Orchestra at Temple Square (Salt Lake City)
- Salt Lake Symphony (Salt Lake City)
- Utah Valley Symphony
- American West Symphony of Sandy (Sandy)

O estado tem uma companhia de ballet profissional:
- Ballet West (Salt Lake City)

O estado tem duas comapanhias de ópera profissional:
- Utah Opera (Salt Lake City)
- Utah Festival Opera (Logan

Teatro:
- Capitol Theater
- Conference Center Theater
- Ellen Eccles Theatre
- Hale Center Theater
- Kingsbury Hall
- Libby Gardner Hall
- Off Broadway Theatre
- Pioneer Theatre Company
- Rose Wagner Performing Arts Center
- Sundance Outdoor Theater
- Tuacahn Amphitheatre and Center for the Arts
- Utah Shakespearean Festival

Filme:
- Sundance Film Festival

### Esporte

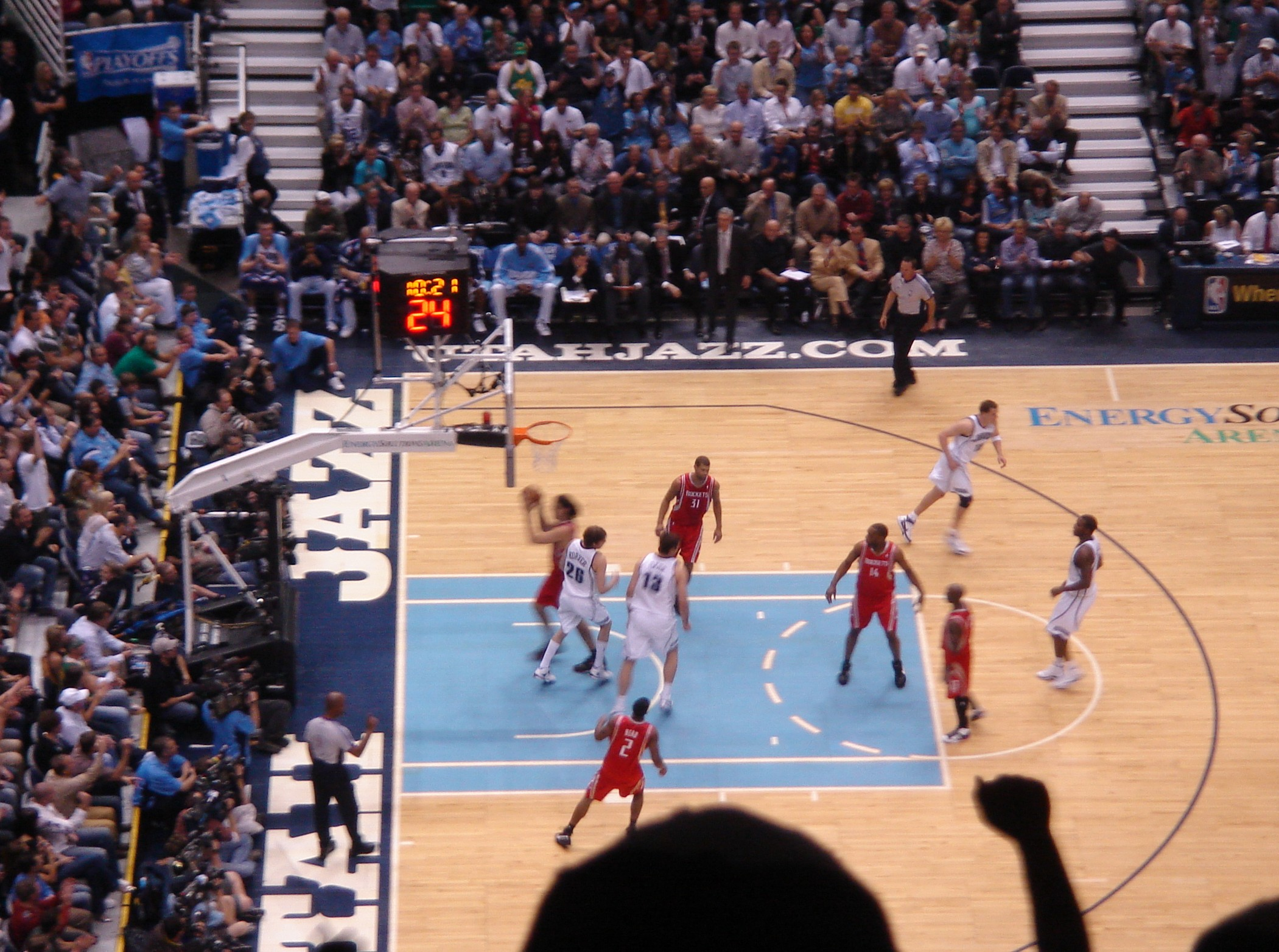
Jogadores do Utah Jazz jogando em Salt Lake City.

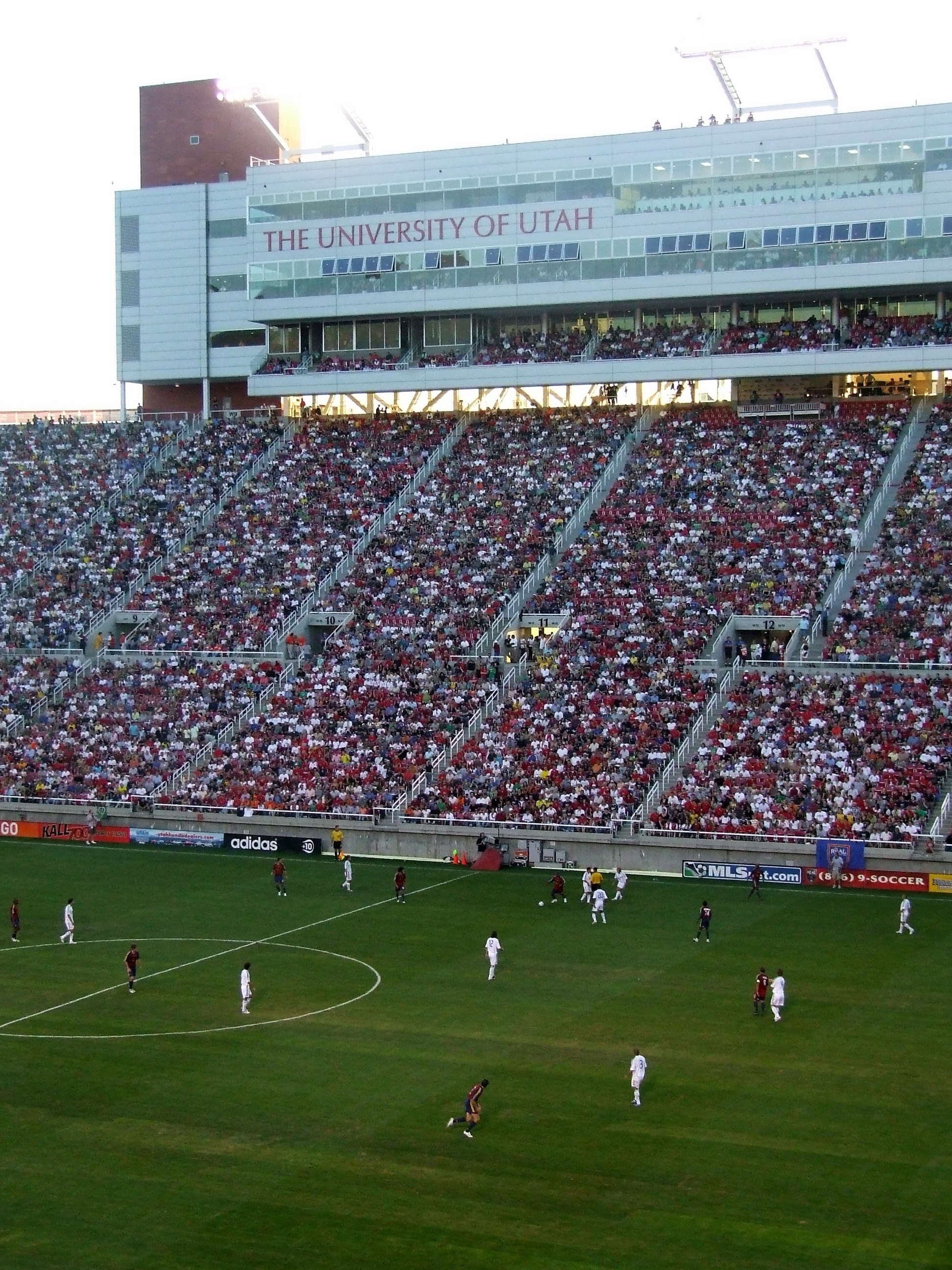
Jogadores do Real Salt Lake no Estádio Rice-Eccles em Salt Lake City.

Equipes profissionais do estado incluem:
- Real Salt Lake (futebol da liga Major League Soccer)
- Utah Jazz (baskete da liga National Basketball Association)

Equipes universitários são muito populares e incluem vários esportes:
- Aggies (Universidade do Estado do Utah)
- Cougars (Universidade Brigham Young)
- Utes (Universidade de Utah)

### Símbolos do estado
- Árvore: Picea pungens
- Cognomes:
  - Beehive State
  - Mormon State (não oficial)
- Dança: Quadrilha
- Esporte: Esqui
- Flor: Calochortus gunnisonii
- Fóssil: Alossauro
- Fruta: Cereja
- Gema: Topaz
- Grama: Oryzopsis hymenoides
- Inseto: Abelha
- Lema: Industry (Indústria)
- Mamífero: Cervus elaphus
- Mineral: Cobre

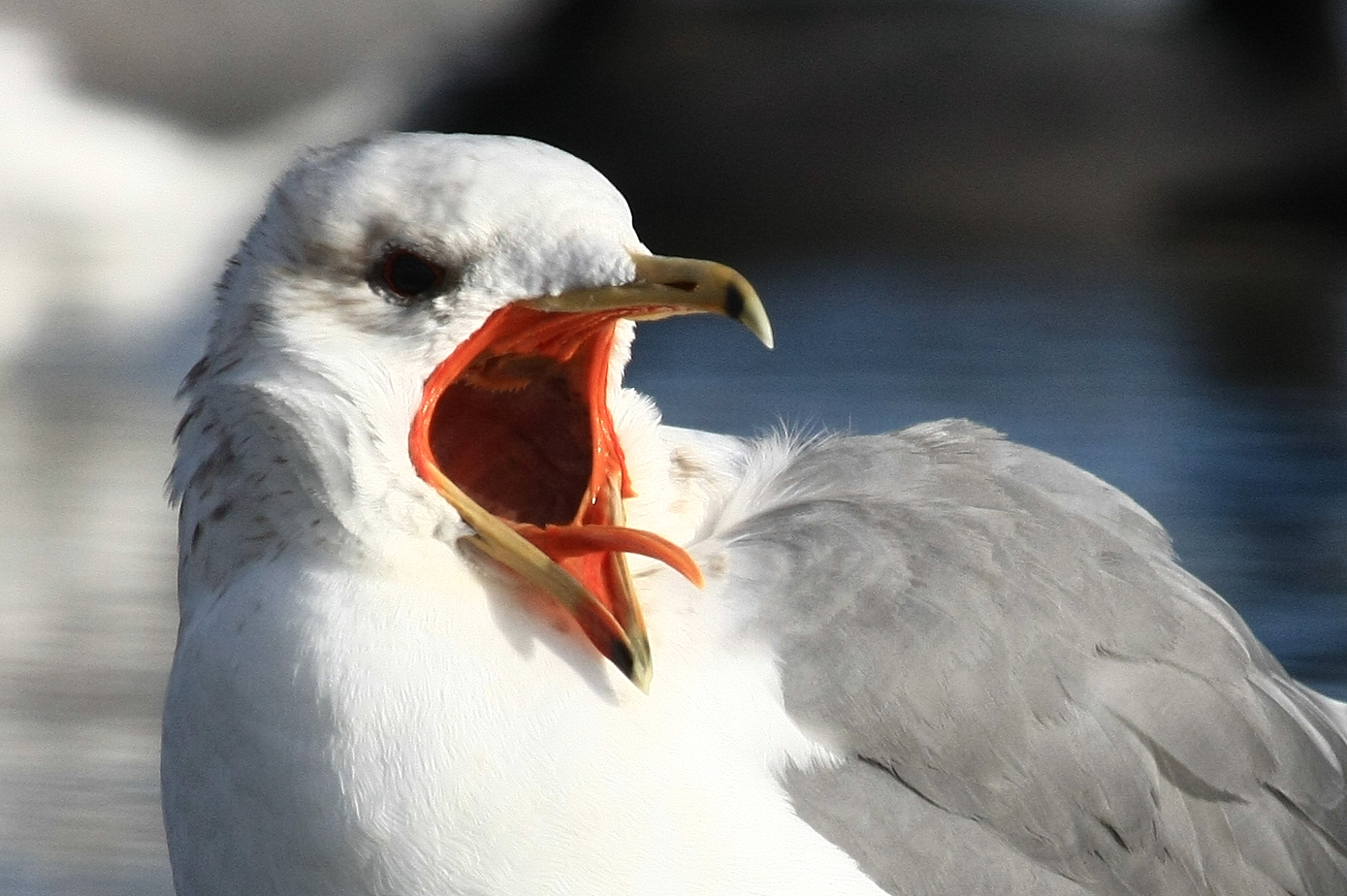
Larus californicus, pássaro oficial do estado.

- Música: Utah, This is the Place (Utah, Este é o Lugar)
- Pássaro: Larus californicus
- Peixe: Oncorhynchus clarki
- Rocha: Carvão
- Slogan: Greatest Snow on Earth (Melhor Neve na Terra)

### Outras fontes
- «United States Census Bureau» (em inglês)
- «Website oficial do Utah» (em inglês)
- «United States Department of Education» (em inglês)
- «United States Department of Commerce» (em inglês)
- «National Oceanic and Atmospheric Administration» (em inglês)
- Bennett, Cynthia Larsen (1999). Roadside History of Utah. [S.l.]: Mountain Press Publishing Company. ISBN 0-87842-383-4